# Reunión (Francia)
Reunión o La Reunión (en francés: La Réunion; en criollo reunionés: La Rényon) es una isla situada al sur del océano Índico, al este de Madagascar, en el hemisferio sur. Constituye a la vez un departamento de ultramar y una región ultraperiférica de la Unión Europea. Como el resto de departamentos de ultramar, también es una región de Francia.

## Toponimia
Cuando Francia tomó posesión de la isla en el siglo XVII, la denominó Borbón (Bourbon), en honor a la dinastía que entonces gobernaba la isla. Para romper con este nombre, demasiado vinculado al Antiguo Régimen, la Convención Nacional decidió, el 23 de marzo de 1793, cambiar el nombre del territorio por el de Isla de la Reunión. Esta elección pudo hacerse en homenaje a la reunión de los federados de Marsella y de los guardias nacionales parisinos que precedió a la insurrección del 10 de agosto de 1792 y a la marcha sobre el palacio de las Tullerías, pero ningún documento lo justifica y el sentido de la palabra "reunión" pudo ser puramente simbólico.
La isla volvió a cambiar de nombre en el siglo XIX: en 1806, bajo el Primer Imperio de Napoleón, el general Decaen la llamó Isla Bonaparte, y en 1810 volvió a ser Isla Borbon. Se convirtió definitivamente en la Isla de la Reunión tras la caída de la Monarquía de Julio por un decreto del gobierno provisional el 7 de marzo de 1848.
De acuerdo con la ortografía original y las reglas ortográficas y tipográficas clásicas francesas, "la Reunión" se escribía con minúscula en el artículo, pero a finales del siglo XX se desarrolló en muchos escritos la grafía "La Reunión" con mayúscula para enfatizar la integración del artículo en el nombre. Esta última grafía corresponde a las recomendaciones de la Comisión Nacional de Toponimia y aparece en la actual Constitución de la República Francesa en los artículos 72-3 y 73

## Historia

### Descubrimiento y primeros habitantes
Es posible que los exploradores austronesios que atravesaron el océano Índico desde Indonesia hasta Madagascar y África unos siglos antes de Cristo, divisaran las Islas Mascareñas y, por tanto, la isla de la Reunión. Más tarde, en el siglo X, los navegantes árabes descubrieron la isla de la Reunión y la llamaron "Dîna morgabin" (isla occidental).
La isla deshabitada vio el arribo de barcos portugueses cuando llegaron en el siglo XVI de camino a las Indias.
Se dice que un navegante portugués, Diogo Dias, desembarcó allí en julio de 1500. Otro navegante portugués, Pedro de Mascarenhas, desembarcó allí el 9 de febrero de 1512 o 1513, día de Santa Apolonia, cuando se dirigía a Goa. La isla aparece entonces en los mapas portugueses con el nombre de Santa Apolonia. Alrededor de 1520, Reunión, Mauricio y Rodrigues reciben el nombre de Archipiélago de las Mascareñas, por el nombre de Mascarenhas. En la actualidad, estas tres islas se conocen comúnmente como las Mascareñas.
A principios del siglo XVII, la isla era una escala en la ruta hacia la India para los barcos ingleses y holandeses. El 23 de marzo de 1613, el almirante neerlandés Pierre-Guillaume Veruff (Pieter Willemsz Verhoeff en neerlandés), de regreso de Java, hizo escala en La Reunión. Un navegante anglófono bautizó la isla, aún deshabitada, como el bosque de Inglaterra.
Los franceses desembarcaron entonces para tomar posesión de ella en nombre del rey en 1642 y la bautizaron como isla de los Borbones, en honor a la familia real. En 1646, doce amotinados expulsados de Madagascar fueron abandonados en la isla de la Reunión.
Fue en 1665 cuando llegaron los primeros veinte colonos para instalarse en la isla de Borbón. Cinco barcos componían la escuadra comandada por el Sr. Véron: el Águila Blanca, la Virgen, el Buen Puerto, el San Pablo y el Toro. El buque insignia enarbolaba la bandera de la Compañía de las Indias Orientales. El río Loira todavía arrastraba hielo cuando la flota partió del muelle Quai de la Fosse en Nantes en los primeros días de febrero de 1665. Dirigiéndose a los puertos y asentamientos de la costa de Malabar y la bahía de Bengala, llegó a la isla de Borbón el 9 de julio de 1665. La travesía estuvo marcada por una tragedia, con doce víctimas, durante la escala en Cabo Verde el Jueves Santo, 4 de marzo de 1665. El 11 de abril siguiente, después de rendir el último homenaje a sus muertos, la flota volvió a zarpar. "Siguió su viaje sin accidentes", señala el cronista Urbain Souchu de Rennefort.
Entre los veinte colonos procedentes de Francia, destaca la presencia de Hervé Dannemont (más tarde Dennemont), nacido el 17 de diciembre de 1635 en Brix (Manche), hijo de Jacques Dannemont, maestro vidriero, y de Marie Lecarpentier. Se casó hacia 1668 en Saint-Paul con Léonarde Pillé, natural de Granville. Hervé Dennemont murió el 16 de noviembre de 1678. Los Dannemont de Normandía están representados, hoy en día, por una treintena de familias en la isla de la Reunión. También se encuentran en Mauricio y en Madagascar. En Normandía, la familia se extinguió en el siglo XVIII, habiendo cambiado el nombre por el de Dalmont (sus descendientes son bien conocidos gracias a Camille Ricquebourg, autor del Dictionnaire généalogique des familles de Bourbon).
Françoise Châtelain llegó durante este periodo y está en el origen de otras varias familias conocidas.
A partir de 1715, la isla experimentó un importante auge económico con el desarrollo del cultivo y la exportación de café. Este cultivo fue el origen del considerable desarrollo de la esclavitud en la colonia para servir en las plantaciones. Bertrand-François Mahé de La Bourdonnais, gobernador de la isla de 1735 a 1745, aportó una dimensión estratégica al desarrollo de la isla, que se convirtió en proveedora de alimentos para la Isla de Francia (actual Mauricio) y para la flota francesa que participaba en la guerra franco-inglesa en la India. Mencionemos también el papel del intendente Pierre Poivre, que enriqueció considerablemente la flora local y diversificó los recursos agrícolas introduciendo numerosas especies tropicales, y en particular el clavo y la nuez moscada, cuyo comercio floreció en el siglo XVIII y principios del siglo XIX.

### Revueltas revolucionarias
El 19 de marzo de 1793, durante la Revolución, su nombre pasó a ser "Isla de la Reunión" en homenaje a la reunión de los Federados de Marsella y los Guardias Nacionales de París, durante la marcha sobre el Palacio de las Tullerías el 10 de agosto de 1792, y para borrar el nombre de la dinastía borbónica. El 26 de septiembre de 1806, la isla tomó el nombre de Bonaparte y se encontró en primera línea del conflicto franco-británico por el control del océano Índico.

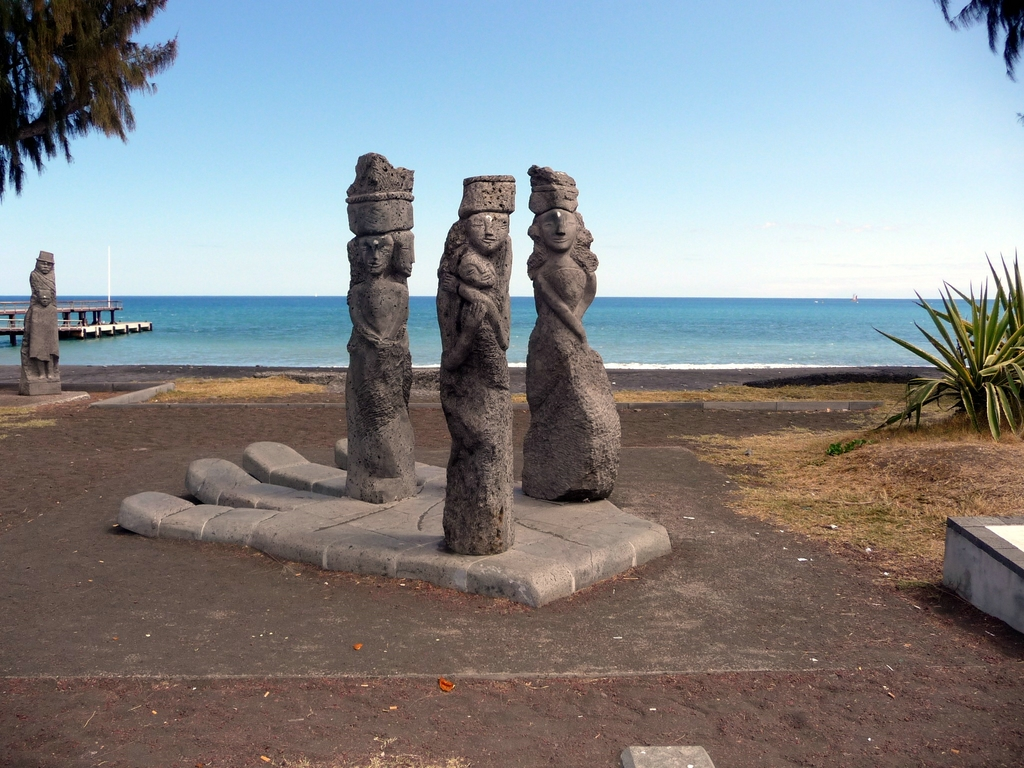
Ídolos de piedra adornando un paseo marítimo de Reunión.

La abolición de la esclavitud votada por la Convención Nacional el 4 de febrero de 1794 fue rechazada por la Isla de la Reunión, así como por la Isla de Francia (Mauricio). Una delegación acompañada de fuerzas militares, encargada de imponer la liberación de los esclavos, llega a la isla de Borbón el 18 de junio de 1796, para verse inmediatamente expulsada sin piedad. Siguió un periodo de disturbios y desafíos al poder de la metrópolis, que ya no tenía ninguna autoridad sobre las dos islas. El primer cónsul de la República, Napoleón Bonaparte, mantuvo allí la esclavitud, que nunca fue abolida en la práctica, con la ley del 20 de mayo de 1802.
Durante las guerras napoleónicas, en la campaña de Mauricio, el gobernador de la isla, el general Sainte-Suzanne, se vio obligado a capitular el 9 de julio de 1810. La isla quedó entonces bajo dominio británico y fue devuelta a los franceses en virtud del Tratado de París de 1814.
Tras las catástrofes climáticas de 1806-1807 (ciclones, inundaciones), el cultivo del café disminuyó rápidamente y fue sustituido por el de la caña de azúcar, cuya demanda en Francia aumentó, debido a la pérdida por parte de Francia de Saint-Domingue, y pronto de la isla de Francia (Mauricio). Debido a su ciclo de crecimiento, la caña de azúcar no se ve afectada por los ciclones. En 1841, el descubrimiento de Edmond Albius de la polinización manual de las flores de vainilla permitió que la isla se convirtiera pronto en el primer productor mundial de vainilla. También despegó el cultivo del geranio, cuya esencia se utiliza ampliamente en perfumería.
De 1838 a 1841, el contralmirante Anne Chrétien Louis de Hell fue gobernador de la isla. Un profundo cambio de la sociedad y la mentalidad ligado a los acontecimientos de los últimos diez años llevó al gobernador a presentar tres proyectos de emancipación al Consejo Colonial.
El 20 de diciembre de 1848, Sarda Garriga proclamó finalmente la abolición de la esclavitud (el 20 de diciembre era festivo en La Reunión). Louis Henri Hubert Delisle se convirtió en su primer gobernador criollo el 8 de agosto de 1852 y permaneció en este cargo hasta el 8 de enero de 1858. Europa recurrió cada vez más a la remolacha para satisfacer sus necesidades de azúcar y a pesar de la política de desarrollo de las autoridades locales y del recurso al compromiso, la crisis económica se hace patente a partir de la década de 1870. Posteriormente, la apertura del Canal de Suez provocó un desplazamiento del tráfico comercial fuera de la isla. Sin embargo, esta depresión económica no impidió la modernización de la isla, con el desarrollo de la red de carreteras, la creación del ferrocarril y la construcción del puerto artificial de la Pointe des Galets. Estas grandes obras de construcción ofrecían una alternativa bienvenida a los trabajadores agrícolas desempleados.

### Guerras y modernización
La segunda mitad del siglo XIX fue testigo de la evolución de la población de La Reunión, con la llegada masiva de trabajadores indios en régimen de servidumbre, algunos de los cuales se instalaron definitivamente en la isla, y con la liberación de la inmigración en 1862. Muchos musulmanes chinos e indios se instalaron entonces, formando dos importantes comunidades que contribuyeron a la diversificación étnica y cultural.

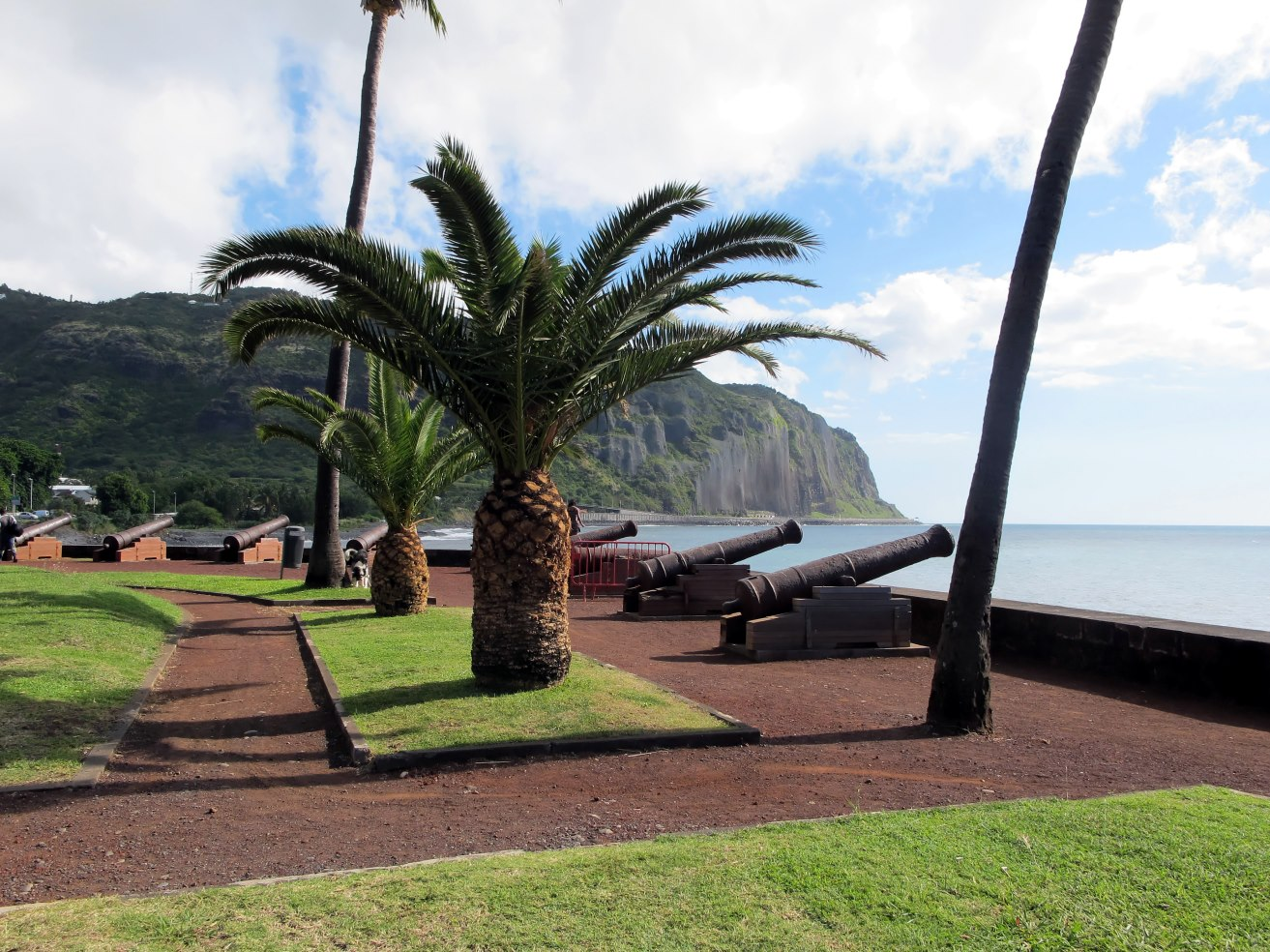
Antiguos cañones en la Isla de Reunión.

A partir de finales del siglo XIX, las fuentes de compromiso se fueron agotando. Muchos terratenientes alquilaron sus tierras (práctica de la colonización), lo que dio lugar a la aparición de una población de trabajadores agrícolas independientes. La producción de café se destruye en un 75% en dos décadas, entre 1880 y 1900, debido a la propagación de una enfermedad desde Ceilán y las colonias inglesas y holandesas.
La participación de Reunión en la Primera Guerra Mundial hizo que muchos reunionenses fueran enviados a luchar en la metrópoli y en el frente griego. 14.000 reunionenses fueron movilizados al frente. El aviador Roland Garros, natural de la Isla de la Reunión, se cubrió de gloria y murió en el cielo en 1918. El almirante Lucien Lacaze fue nombrado Ministro de Marina y luego Ministro de Guerra de 1915 a 1917. La guerra tuvo consecuencias económicas favorables para la Isla de la Reunión: la producción de azúcar aumentó considerablemente y los precios subieron, ya que la Francia metropolitana se vio privada de sus tierras de remolacha azucarera, escenario de los combates. Sin embargo, cerca del 80% de los criollos que quisieron alistarse fueron declarados no aptos para el servicio militar, y la prensa habló del "fracaso de la raza", pero es probable que los intereses económicos de los plantadores locales jugaran el papel principal en este estado de cosas.
Los reunionenses que sobrevivieron se vieron afectados a su regreso por la pandemia de gripe de 1918 que azotó La Reunión desde marzo de 1919 durante tres meses. La gripe fue traída por los poilus reunionenses con el barco Madonna. La epidemia parece haberse extendido a toda la población y redujo la esperanza de vida a menos de 40 años. Si bien la isla ya estaba inmersa en una crisis económica desde finales del siglo XIX, los barrios más pobres se vieron afectados y empobrecidos. Se calcula que al menos 2.000 personas murieron en la capital, Saint-Denis, para una población de 25.000 habitantes, y que entre 7.000 y 20.000 personas murieron entre las 175.000 que vivían en la isla. Hubo más muertos que los 1300 poilus reunionenses que cayeron en el campo de honor.

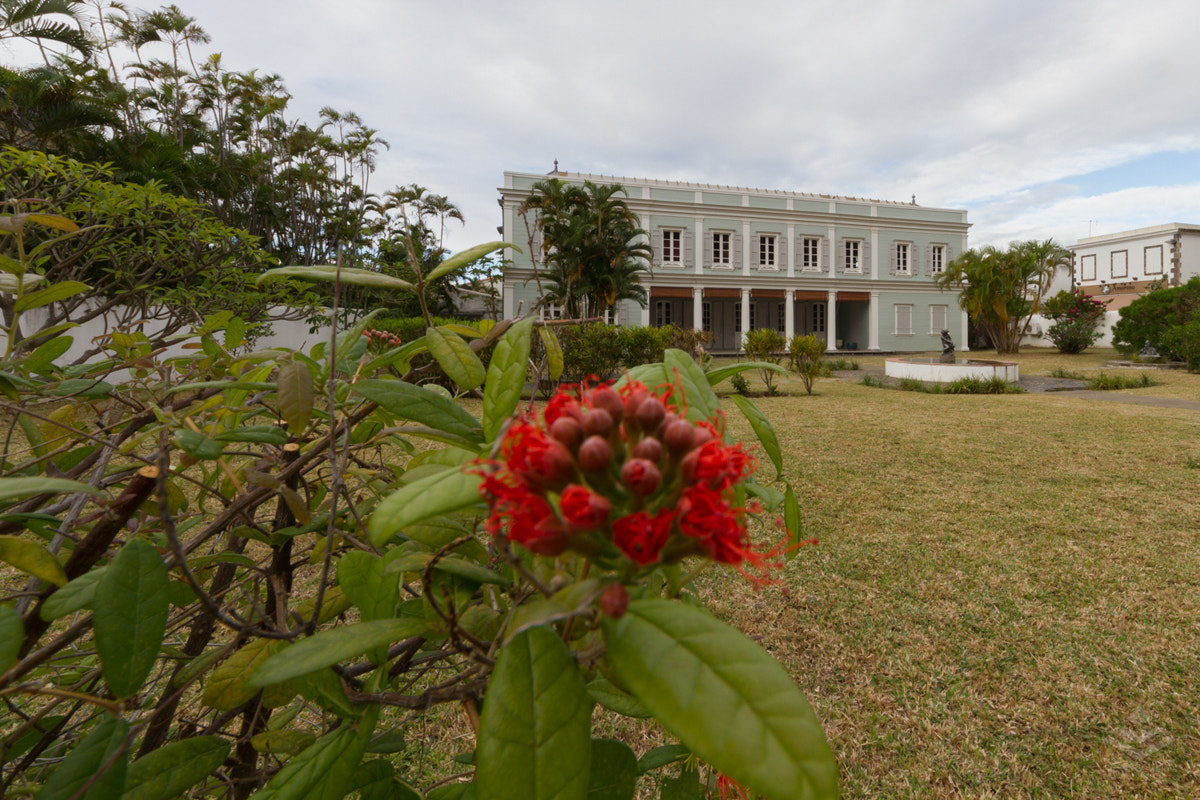
Villa Barre Déramont casa natal del poeta francés Léon Dierx (1838-1912).

Durante el periodo de entreguerras, la modernización continuó: la electricidad apareció en los hogares acomodados y proporcionó el alumbrado público en Saint-Denis. El telégrafo (1923) y la radio (1926) pusieron a los habitantes de La Reunión en contacto con el mundo. En 1939, 1.500 hogares privilegiados estaban abonados al teléfono. Aparecieron vehículos de motor y aviones. La industria azucarera se concentra y las sociedades anónimas sustituyen a los operadores individuales de las fábricas de azúcar. Este progreso benefició principalmente a los hogares de los terratenientes, industriales, empresarios y grandes comerciantes, mientras que la masa de la población siguió siendo pobre. Otro hecho importante del periodo de entreguerras fue que la tasa de mortalidad descendió y la tasa de natalidad, que era muy alta, aumentó, lo que dio lugar a un crecimiento exponencial de la población, que continúa hasta hoy.
La Segunda Guerra Mundial fue un calvario muy duro: aunque la isla de la Reunión se salvó de los combates, sufrió terriblemente el cese casi total de sus suministros. El 28 de noviembre de 1942, las fuerzas de la Francia Libre desembarcaron en la isla: la administración local leal al gobierno de Vichy fue derrocada y el territorio quedó bajo el control de la Francia Libre.

### Después de la II Guerra Mundial
El 19 de marzo de 1946, La Reunión se convirtió en un departamento francés de ultramar y luego, en 1997, en una de las siete regiones ultraperiféricas de la Unión Europea.
En el momento de la departamentalización, la Reunión estaba en ruinas. Sin embargo, la metrópoli hizo grandes esfuerzos para reconstruir la economía y lograr el progreso social. La educación obligatoria fue un paso decisivo. La puesta en marcha, con un ligero retraso, del sistema de seguridad social en Francia supuso una mejora considerable. A principios de los años cincuenta, el paludismo, una de las principales plagas sanitarias durante un siglo, fue erradicado. El número de camas de hospital se triplicó en diez años.

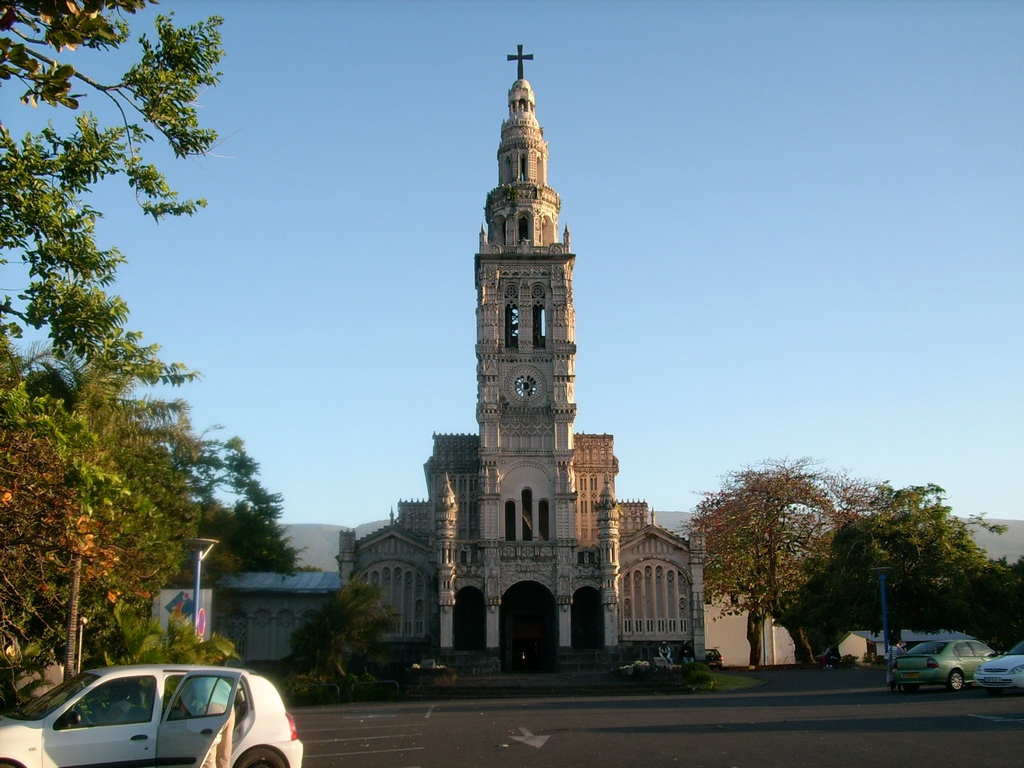
Iglesia de Santa Ana, abierta en 1863 fue declarada Monumento Histórico de Francia.

A continuación se produjo una importante mejora de la sanidad pública, provocando considerable descenso de la mortalidad y un aumento galopante de la población, con una tasa de natalidad que alcanza un nivel récord de casi 50 por mil. Al final de la guerra, las conexiones aéreas regulares situaban a La Reunión a sólo tres días del continente. Otra consecuencia de la departamentalización: un aumento considerable del número de funcionarios bien pagados, que generaron un nuevo flujo comercial que provocó la aparición de una clase media que vivía del comercio, las actividades liberales y las funciones directivas. La elección de Michel Debré como diputado en 1962 supuso un impulso considerable para el desarrollo, debido a la magnitud de la figura y a su peso político en la Francia metropolitana.
En los años 70 y 80, la Reunión se modernizó definitivamente. Apareció y se desarrolló una universidad, así como la enseñanza técnica. La televisión suplantó a la radio. Los comerciantes abandonaron sus "tiendas chinas" y "bazar zarabs" para crear mini mercados y supermercados. El turismo comienza a desarrollarse. La red de carreteras es cada vez más densa y moderna, pero el parque automovilístico evoluciona aún más rápidamente. La vivienda fue mejorando, y la construcción de viviendas, impulsada por los beneficios fiscales específicos de la DOM, es muy activa.
La economía cambió en las últimas décadas del siglo XX. La agricultura, la horticultura, la fruticultura y la ganadería se desarrollan para satisfacer las necesidades de una población creciente y consumidora. La caña de azúcar, sin embargo, mantiene su posición como primera producción agrícola. El sector de la construcción va bien. Pero ahora es el sector terciario el que impulsa la economía: el comercio, los servicios y, cada vez más, el turismo. Desde principios del siglo XXI, el turismo es la principal actividad de la isla, junto con la construcción.
En los años 2005 y 2006, la isla fue afectada por una epidemia de artritis epidémica chikunguña (una enfermedad propagada por los mosquitos) que provocó más de 200 muertos. Según el canal BBC News, unas 255 000 personas de Reunión habían contraído la enfermedad el 26 de abril de 2006. La enfermedad también se extendió a Madagascar y a Francia a través del comercio aéreo. El primer ministro, Dominique de Villepin, envió una ayuda de 36 millones de euros y un equipo militar para erradicar a los mosquitos y ayudar a la población.

## Organización territorial

Costa de la Isla de Reunión.

Administrativamente, la isla está dividida en cuatro arrondissements (distritos), 24 comunas y 47 cantones. Su capital, San Denis, está situada en el extremo norte de la isla. Es un departamento de ultramar y también una región de Francia. Constituye una región ultraperiférica de la Unión Europea. Despuès el Partido Comunista de Reunión entre 1998 y 2010, LR dirige la región desde 2010.

## Geografía
La isla principal cubre una superficie de 2512 km² y está ubicada sobre un punto caliente de la corteza terrestre.
El pitón de la Fournaise, un volcán en escudo ubicado en el extremo oriente de la isla Reunión, se eleva a 2631 m s. n. m., en ocasiones es referido como un gemelo de los volcanes hawaianos, debido a su similitud en clima y naturaleza volcánica. Ha entrado en erupción más de 100 veces desde 1640 y se encuentra bajo constante monitorización. Su erupción más reciente ocurrió el 2 de enero de 2010. El volcán Piton des Neiges es el punto más alto de la isla con 3070 m s. n. m., y se encuentra al noroeste del Piton de la Fournaise.
La laderas de ambos volcanes cuentan con una vegetación abundante. Las tierras cultivadas y los poblados se concentran en las tierras bajas que rodean a la costa. En el océano, parte de la costa occidental cuenta con un sistema de arrecifes coralinos.

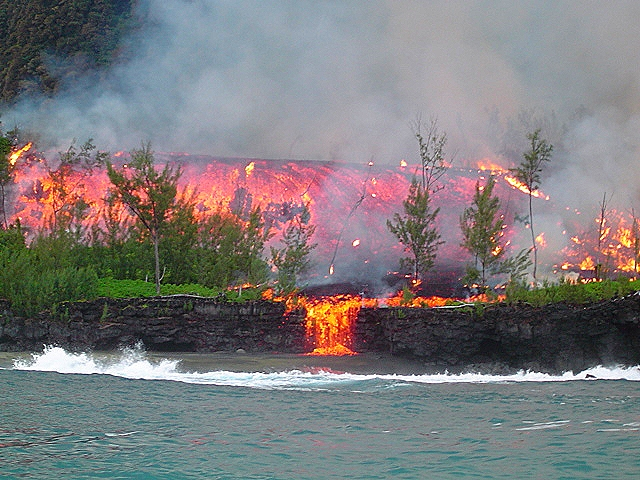
Contacto entre la lava y el océano. Erupción del Piton de la Fournaise en 2005

### Geología y Relieve
La isla de la Reunión es una isla volcánica nacida hace unos tres millones de años con la aparición del volcán Piton des Neiges, que es hoy, con 3.070,50 m de altitud, el pico más alto de las islas Mascareñas y del océano Índico . La parte oriental de la isla está constituida por el Pitón de la Fournaise, un volcán mucho más reciente (500.000 años) que se considera uno de los más activos del mundo. La parte emergida de la isla representa sólo un pequeño porcentaje (alrededor del 3%) de la montaña submarina que la forma.
Además del vulcanismo, el relieve de la isla es muy accidentado debido a la erosión activa. El centro alberga tres vastos circos excavados por la erosión (Salazie, Mafate y Cilaos) y las laderas de la isla están surcadas por numerosos ríos que excavan barrancos, estimados en al menos 600, generalmente profundos y cuyos torrentes cortan las laderas de las montañas hasta varios cientos de metros de profundidad.
El antiguo macizo del Piton des Neiges está separado del macizo de la Fournaise por una brecha formada por la Plaine des Palmistes y la Plaine des Cafres, un paso entre el Este y el Sur de la isla. Aparte de las llanuras, las zonas costeras suelen ser las regiones más llanas, especialmente en el norte y el oeste de la isla. Sin embargo, la costa del sur salvaje es más abrupta.
Entre la franja costera y las Hauts, hay una zona de transición escarpada cuya pendiente varía considerablemente antes de llegar a las crestas que marcan los circos o los Enclos, la caldera del Pitón de la Fournaise.

### Clima

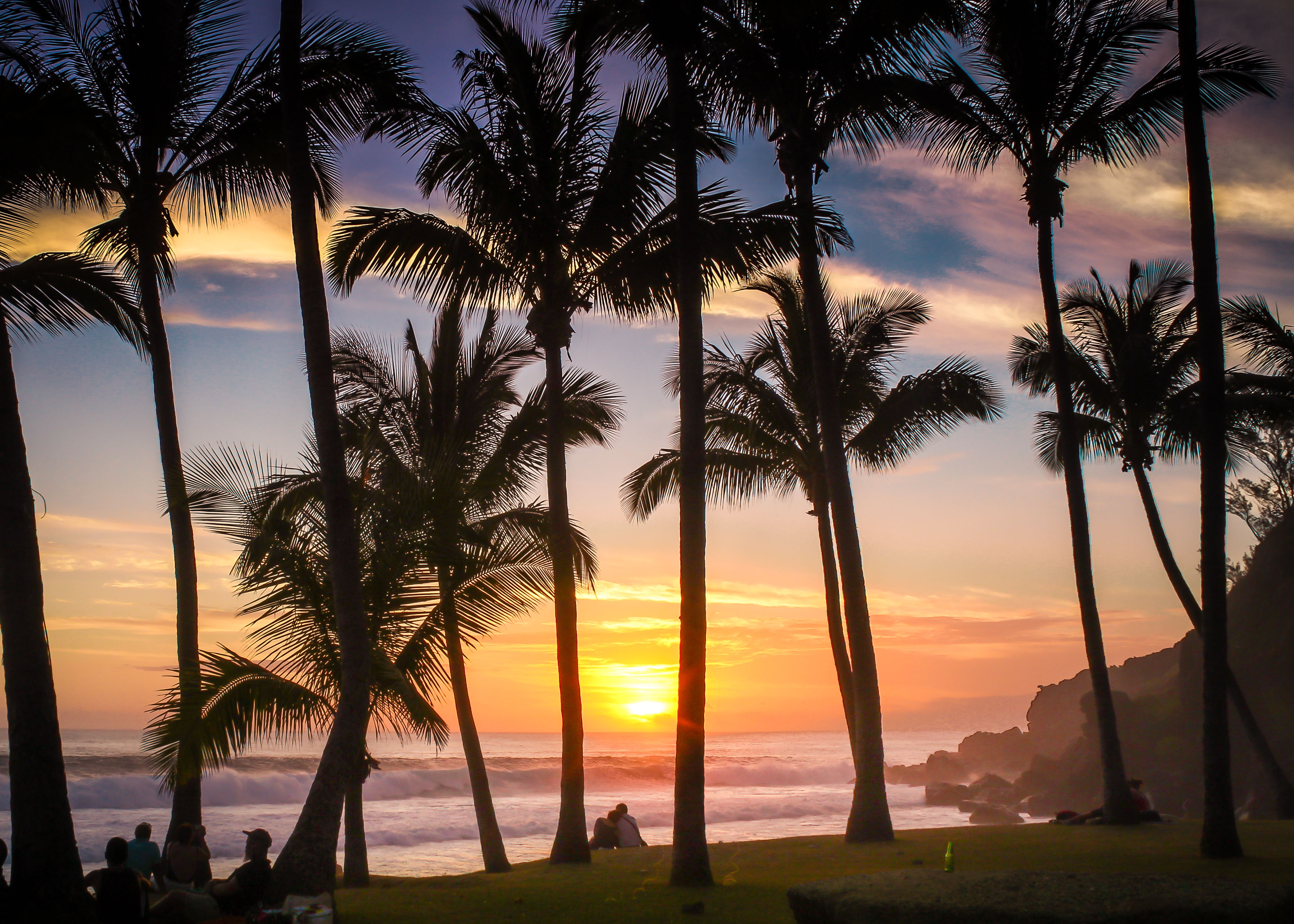
Atardecer en Grand Anse, Reunión

La isla de la Reunión se caracteriza por un clima tropical húmedo, templado por la influencia oceánica de los vientos alisios que soplan de este a oeste. El clima de Reunión se caracteriza por su gran variabilidad, sobre todo debido al imponente relieve de la isla, que está en el origen de numerosos microclimas. Como resultado, hay fuertes disparidades en las precipitaciones entre la costa de barlovento en el este y la costa de sotavento en el oeste, y en la temperatura entre las zonas costeras más cálidas y las zonas relativamente más frías de las tierras altas.
En Reunión hay dos estaciones marcadas, que se definen por el régimen de lluvias:
- una estación lluviosa que va de enero a marzo, durante la cual cae la mayor parte de la lluvia del año;
- una estación seca de mayo a noviembre. Sin embargo, en la parte oriental y en las estribaciones del volcán, las precipitaciones pueden ser importantes incluso en la estación seca;

Abril y diciembre son meses de transición, a veces muy lluviosos pero también muy secos.
La Pointe des Trois Bassins, situada en la costa de la comuna de Trois-Bassins (Oeste), es la estación más seca, con una precipitación anual normal de 447,7 mm, mientras que Le Baril, en Saint-Philippe (Sureste), es la estación costera más húmeda, con una precipitación anual normal de 4.256,2 mm. Sin embargo, la estación más lluviosa es la de las tierras altas de Sainte-Rose, con una media anual de precipitaciones de casi 11.000 mm, lo que la convierte en uno de los lugares más húmedos del mundo.
Las temperaturas en Reunión se caracterizan por su gran suavidad durante todo el año. De hecho, la amplitud térmica de una estación a otra es relativamente pequeña (rara vez supera los 10 °C), aunque es perceptible:
- En la estación cálida (de noviembre a abril): las mínimas medias suelen oscilar entre 21 y 24 °C, y las máximas medias entre 28 y 31 °C, en la costa. A 1000 m, las mínimas medias fluctúan entre 10 y 14 °C y las máximas medias entre 21 y 24 °C;
- En la estación fría (mayo a octubre): las temperaturas a nivel del mar varían de 17 a 20 °C para las mínimas medias y de 26 a 28 °C para las máximas medias. A 1000 m, las mínimas medias oscilan entre 8 y 10 °C y las máximas medias entre 17 y 21 °C18.

En las ciudades de montaña, como Cilaos o La Plaine-des-Palmistes, las temperaturas medias oscilan entre los 12 °C y los 22 °C. Las zonas más altas del hábitat y los espacios naturales en altitud pueden sufrir algunas heladas invernales. Incluso se observó nieve en el Piton des Neiges y el Piton de la Fournaise en 2003 y 2006.
Mientras que un número creciente de islas (incluidas las "no soberanas") en el mundo se sienten preocupadas por los efectos del cambio climático, la isla de la Reunión fue elegida (junto con Gran Canaria en España) como ejemplo para un estudio de caso de un territorio periférico ultraeuropeo afectado, para un estudio sobre la adecuación de las herramientas de planificación urbana y regional a las necesidades y características de estas islas (incluyendo el uso del suelo y la densidad de población y el marco regulador). Este trabajo confirmó que las presiones de uso del suelo urbano y periurbano son elevadas, y que las estrategias de adaptación están integradas de forma incompleta en la planificación del uso del suelo. Según el Instituto de Estudios Insulares, existe una disfunción: "las herramientas de planificación insular no suelen tener en cuenta la adaptación al cambio climático y se observa una excesiva gestión descendente en el proceso de toma de decisiones".

#### Ciclones
La isla de la Reunión está situada en la cuenca de formación de ciclones tropicales del suroeste del océano Índico: durante la temporada de ciclones, que oficialmente va de noviembre a abril, la isla puede ser azotada por ciclones con vientos que superan los 200 km/h y que traen consigo fuertes lluvias. El RSMC (Centro Meteorológico Regional Especializado) de la Isla de la Reunión está autorizado por la Organización Meteorológica Mundial (OMM) desde 1993 a vigilar permanentemente la actividad de los ciclones tropicales en toda la cuenca suroccidental del Océano Índico. Los 15 países miembros de la zona quedan así bajo su responsabilidad.
Entre el 7 y el 8 de enero de 1966, Cilaos, en el centro de la isla, recibió 1869,9 mm de lluvia, la mayor cantidad de precipitaciones en 24 horas registrada en la historia.

### Playas

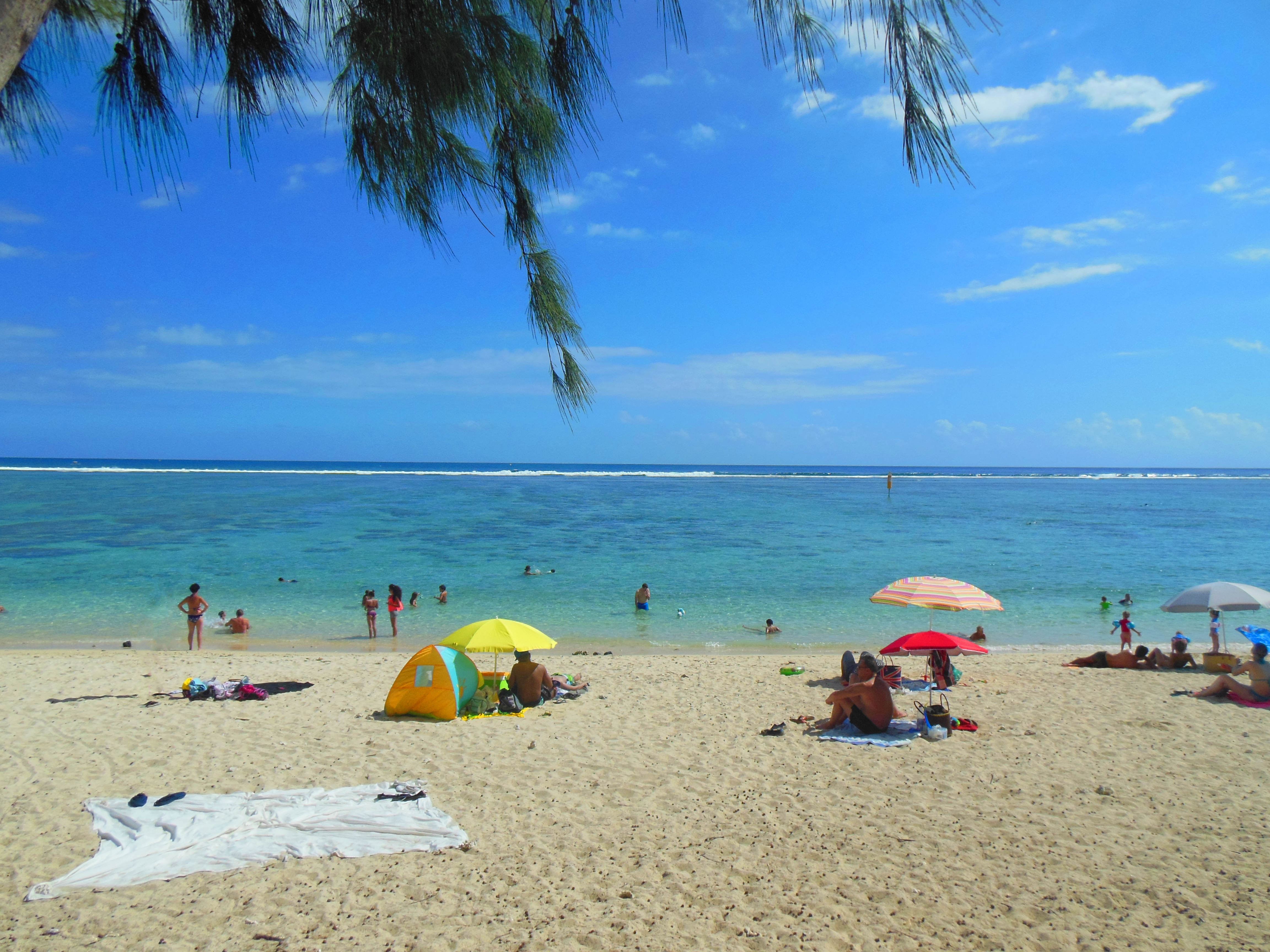
Playa L'hermitage

La isla de Reunión alberga numerosas playas tropicales y únicas. Suelen estar equipadas con espacios para barbacoas, servicios y aparcamientos. La playa del Hermitage es la laguna más extensa y mejor conservada de la isla de Reunión y un lugar popular para practicar el snorkel. Es una playa de arena blanca bordeada de casuarinas bajo la cual los lugareños suelen organizar picnics. La Playa des Brisants es un lugar muy conocido para la práctica del surf, con numerosas actividades deportivas y de ocio. Además, cada noviembre se organiza un festival de cine en La Plage des Brisant's.
Las películas se proyectan en una gran pantalla ante una multitud. Las playas de Boucan Canot están rodeadas de una franja de restaurantes que atienden especialmente a los turistas. L'Étang-Salé, en la costa oeste, es una playa especialmente singular, ya que está cubierta de arena negra formada por pequeños fragmentos de basalto.
Esto ocurre cuando la lava entra en contacto con el agua, se enfría rápidamente y se fragmenta en la arena y en restos de diversos tamaños. Muchos de los restos son lo suficientemente pequeños como para ser considerados arena. Grand Anse es una playa tropical de arena blanca bordeada de cocoteros en el sur de Reunión, con una piscina de rocas construida para los bañistas, una zona de juegos de petanca y un área de pícnic. Le Vieux Port, en Saint Philippe, es una playa de arena verde formada por minúsculos cristales de olivino, formados por el flujo de lava de 2007, lo que la convierte en una de las playas más jóvenes de la Tierra.

## Medio ambiente y patrimonio natural
La Isla de Reunión cuenta con una fauna y flora variadas, aunque localmente amenazadas por especies introducidas que se han convertido en invasoras. A diferencia de la Guayana Francesa, no hay grandes mamíferos salvajes (jaguar u otros animales salvajes, por ejemplo). Por otro lado, muchas especies endémicas están catalogadas allí. A menudo amenazados, como su hábitat, por la periurbanización, son objeto de diversos planes de conservación.

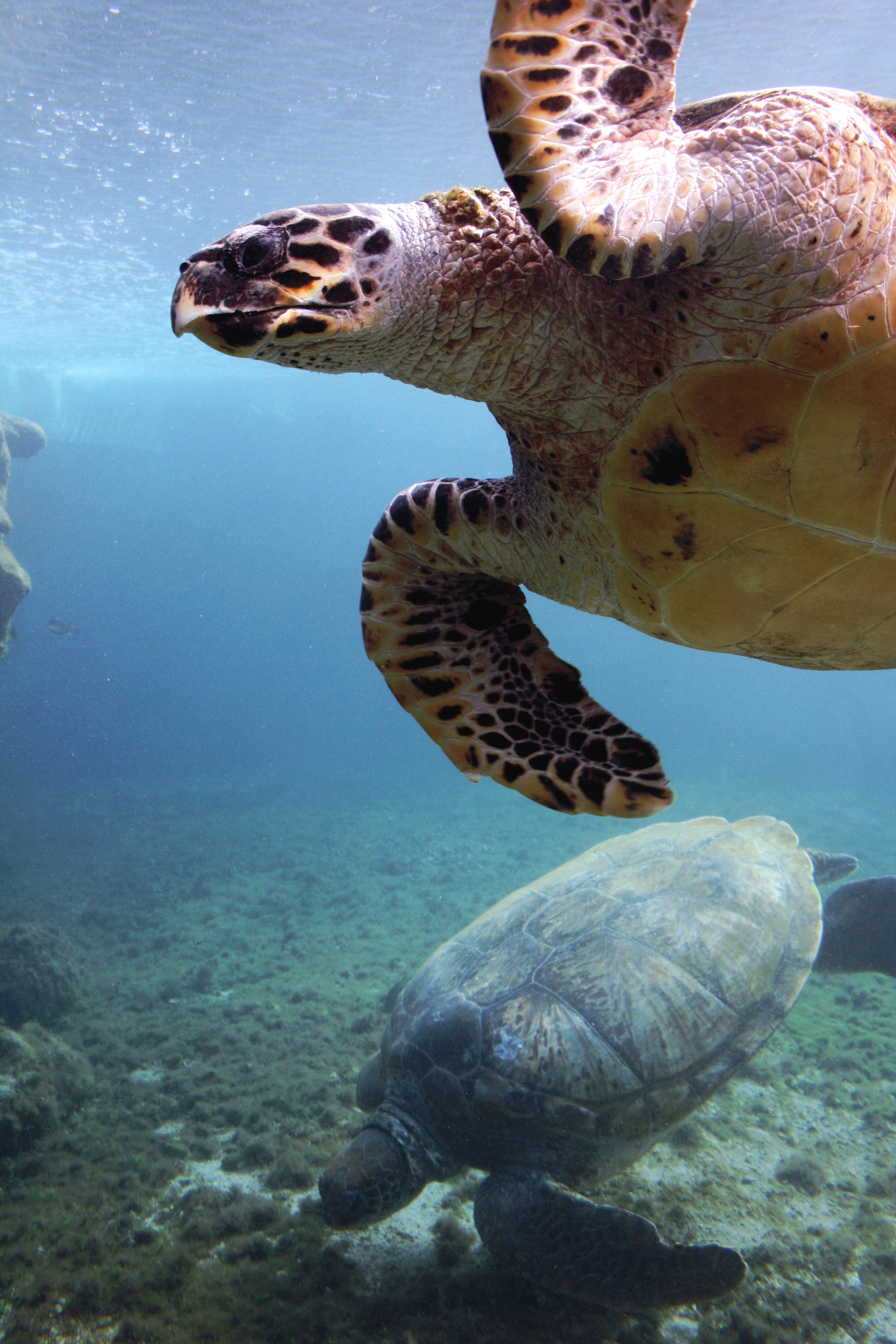
Tortuga de carey (arriba) y tortuga verde (abajo) en Kélonia, en la isla de Reunión

Net-Biome es un proyecto coordinado por la región de Reunión y apoyado por la Comisión Europea para poner en red (a partir de 2008) las políticas públicas de investigación en el ámbito de la restauración y la gestión sostenible de la biodiversidad tropical y subtropical en las 7 regiones ultraperiféricas y en casi todos los países y territorios de ultramar de la UE. Se basa, en particular, en:
- el parque nacional de Reunión ;
- la Reserva Natural Marina de la Isla de Reunión.

En 2009, se elaboró una lista de especies amenazadas en el marco de una misión dirigida por la Unión Internacional para la Conservación de la Naturaleza, el Museo Nacional de Historia Natural y en colaboración con la Dirección Regional de Medio Ambiente.
Con la creación de su parque nacional, la isla fue nombrada Patrimonio Mundial de la UNESCO por sus "Pitones, circos y murallas" el lunes 2 de agosto de 2010.

### Flora
La flora tropical e insular de la Isla de Reunión se caracteriza por su diversidad, una tasa de endemismo muy elevada y una estructura muy específica. La flora de Reunión presenta una gran diversidad de ambientes naturales y especies (hasta 40 especies de árboles/ha, frente a un bosque templado que tiene una media de 5/ha). Esta diversidad es aún más notable, pero frágil, ya que difiere según el entorno (litoral, baja, media y alta montaña).
Reunión cuenta con un índice muy elevado de especies endémicas, con más de 850 plantas autóctonas (de origen natural y presentes antes de la llegada del hombre), de las cuales 232 son endémicas de la isla de Reunión (sólo presentes en la isla), así como numerosas especies endémicas del archipiélago de las Mascareñas. Por último, la flora de La Reunión se distingue de la de los bosques tropicales ecuatoriales por la escasa altura y densidad del dosel, probablemente debido a la adaptación a los ciclones, y por una vegetación muy específica, en particular una fuerte presencia de plantas epífitas (que crecen sobre otras plantas), como las orquidáceas, las bromeliáceas y las cactáceas, pero también helechos, líquenes y musgos.

### Fauna

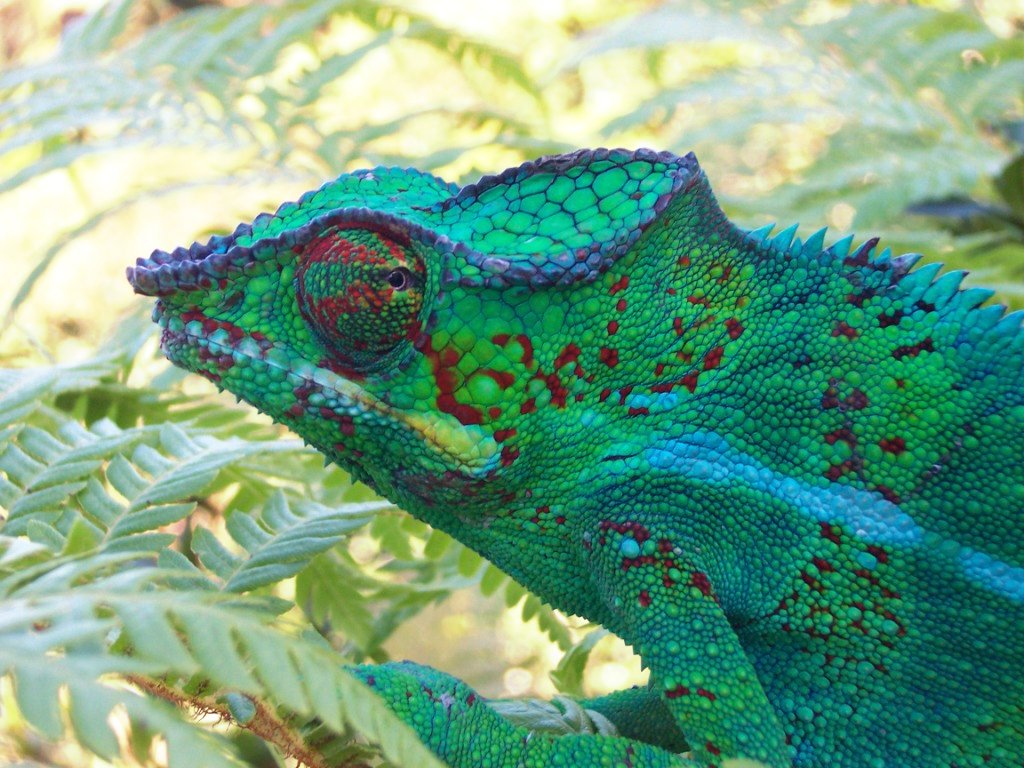
Furcifer pardalis (camaleón pantera)

La notable fauna de Reunión se concentra en torno a las aves, los insectos o los reptiles, que incluyen muchas especies endémicas, pero la isla no alberga ningún mamífero de gran tamaño y no tiene ningún animal peligroso en tierra. La fauna que cuenta con más especies endémicas es la de las aves, de las que algunas especies están fuertemente amenazadas como el Tuit-tuit, el Petrel de Barau o el Papangue, y también la de los insectos, en particular los escarabajos y las mariposas, todavía bastante mal conocidos. Algunos animales, no necesariamente endémicos, se han convertido también en símbolos de la isla, como la Paille-en-queue o el Endormi. La isla tiene relativamente pocos mamíferos, y sólo una especie endémica, el Ti Moloss, que es un micro-murciélago (microchiroptera).
Reunión cuenta con una gran biodiversidad y fauna marina, tanto en los arrecifes y lagunas como en los peces y habitantes de alta mar. Hay más de 1.200 especies de peces en las lagunas, las bajadas y las aguas profundas de la Isla de Reunión.
La reserva natural de Saint-Philippe Mare-Longue es uno de los últimos bosques higrófilos primarios de tierras bajas del archipiélago de las Mascareñas. La isla contiene muchas especies endémicas, como el tuit-tuit. El mayor animal terrestre nativo que la habita es el Furcifer pardalis, también conocido como camaleón pantera. Gran parte de la costa occidental de la isla está rodeada por un arrecife de coral con gran riqueza faunística.

### Arrecife de coral

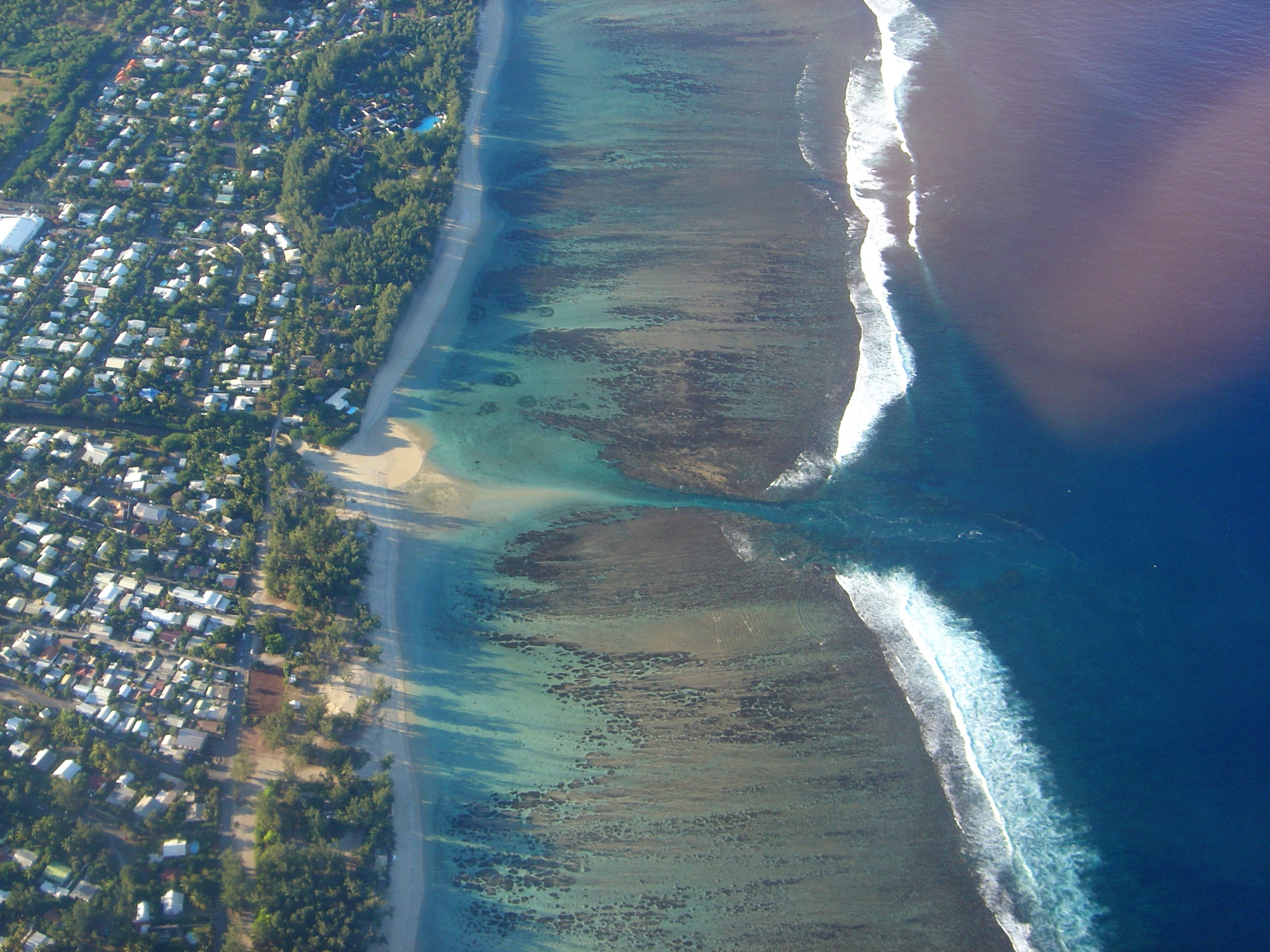
Laguna frente a la comuna de Saint-Paul

Dado que la isla es relativamente joven (3 millones de años), las formaciones coralinas (8.000 años de antigüedad) están todavía poco desarrolladas y ocupan una superficie reducida en comparación con las islas más antiguas, sobre todo en forma de arrecifes periféricos.
Estas formaciones definen "lagunas" poco profundas (más bien "depresiones de arrecife"), la mayor de las cuales no tiene más de 200 m de ancho y unos 1–2 m de profundidad. Estas lagunas, que forman un cinturón de arrecifes discontinuo de 25 km de longitud (es decir, el 12% del litoral de la isla) con una superficie total de 12 kilómetros cuadrados , están situadas en la costa oeste y suroeste de la isla. Los más importantes son los de L'Ermitage (St.-Gilles), St.-Leu, L'Étang-Salé y St.-Pierre.

### Biodiversidad marina
A pesar de la escasa superficie de los arrecifes de coral, la biodiversidad marina de la Isla de Reunión es comparable a la de otras islas de la zona, lo que le ha valido al archipiélago de las Mascareñas su inclusión entre los diez primeros "puntos calientes" de la biodiversidad mundial. Los arrecifes de coral de Reunión, tanto en los planos como en las barreras, están dominados principalmente por especies de coral ramificado de rápido crecimiento del género Acropora (familia Acroporidae), que proporcionan refugio y alimento a muchas especies tropicales.
Recientes investigaciones científicas en la Isla de Reunión indican que hay más de 190 especies de corales, más de 1.300 especies de moluscos, más de 500 especies de crustáceos, más de 130 especies de equinodermos y más de 1000 especies de peces.
Las aguas más profundas de Reunión albergan delfines, orcas, ballenas jorobadas, tintoreras y una gran variedad de especies de tiburones, como el tiburón ballena, el tiburón coral, el tiburón toro, el tiburón tigre, el tiburón punta negra y el tiburón blanco. Varias especies de tortugas marinas viven y se reproducen aquí.

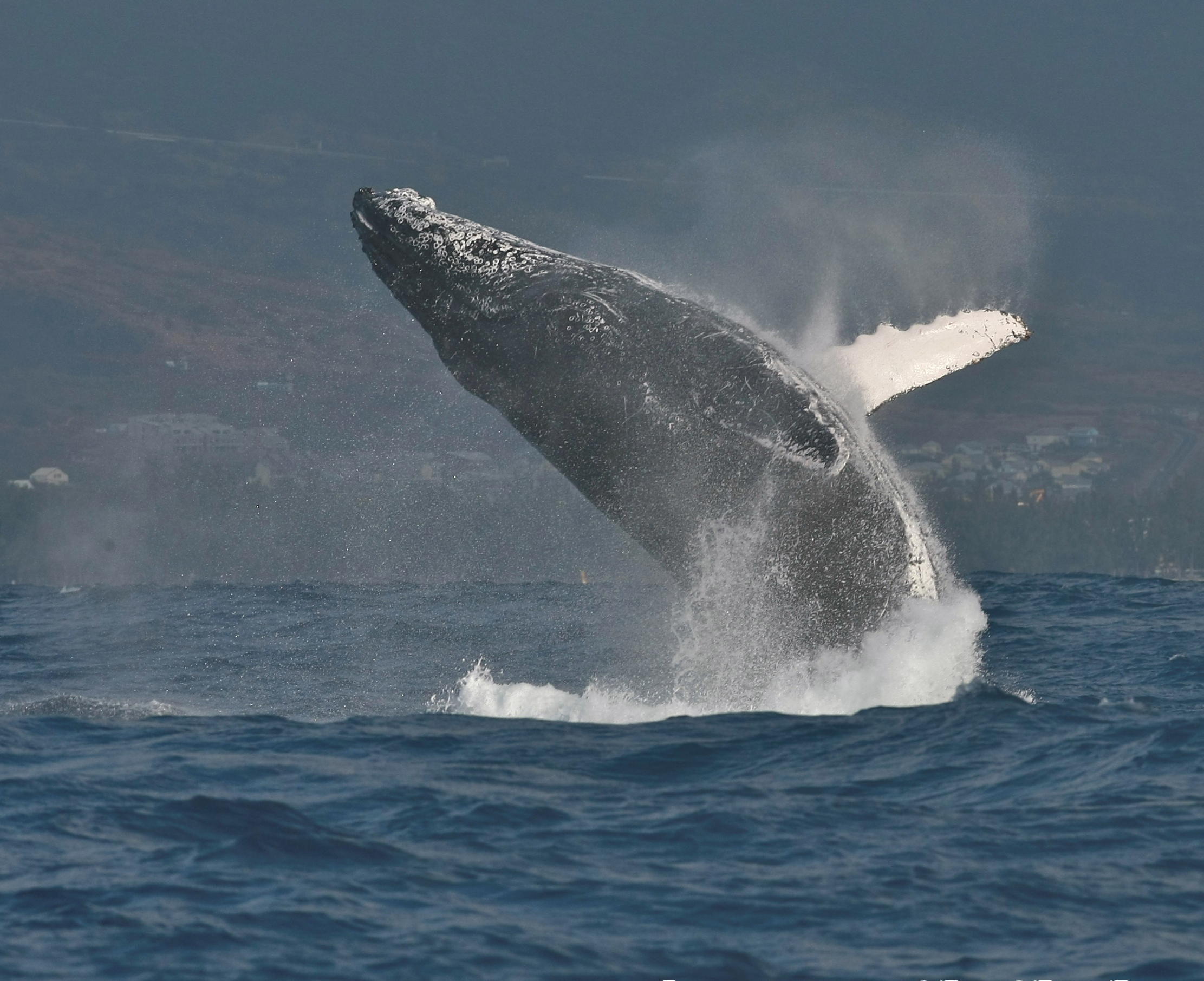
Ballena jorobada en Reunión

### Amenazas al Medio Ambiente
Entre los ecosistemas costeros, los arrecifes de coral se encuentran entre los más ricos en biodiversidad, pero también son los más frágiles.
Casi un tercio de las especies de peces ya se consideraban amenazadas o vulnerables en 2009, con la degradación de los corales en muchos lugares. Las causas de este estado de cosas son la contaminación, la sobrepesca y la caza furtiva, así como la presión antrópica, especialmente vinculada a la densificación de la urbanización en las zonas costeras y al vertido de aguas residuales.
104 especies que viven en la Isla de la Reunión fueron incluidas en la Lista Roja publicada por la Unión Internacional para la Conservación de la Naturaleza (UICN) a partir del 12 de septiembre de 2008. Esto se compara con 51 especies en 2007.
En esta lista estaban :
Vertebrados:
- Mamíferos; 6 especies, incluyendo:
- La pintarroja negra
- Aves; 6 especies, incluyendo:
- Langosta arbórea (Anacridium melanorhodon) sobre flores de Begonia en la isla de ReuniónEl pato de Meller,
- El Papangue,
- El petrel de Barau,
- El petrel negro de Borbón,
- El tuit tuit.
- Peces; 6 especies;

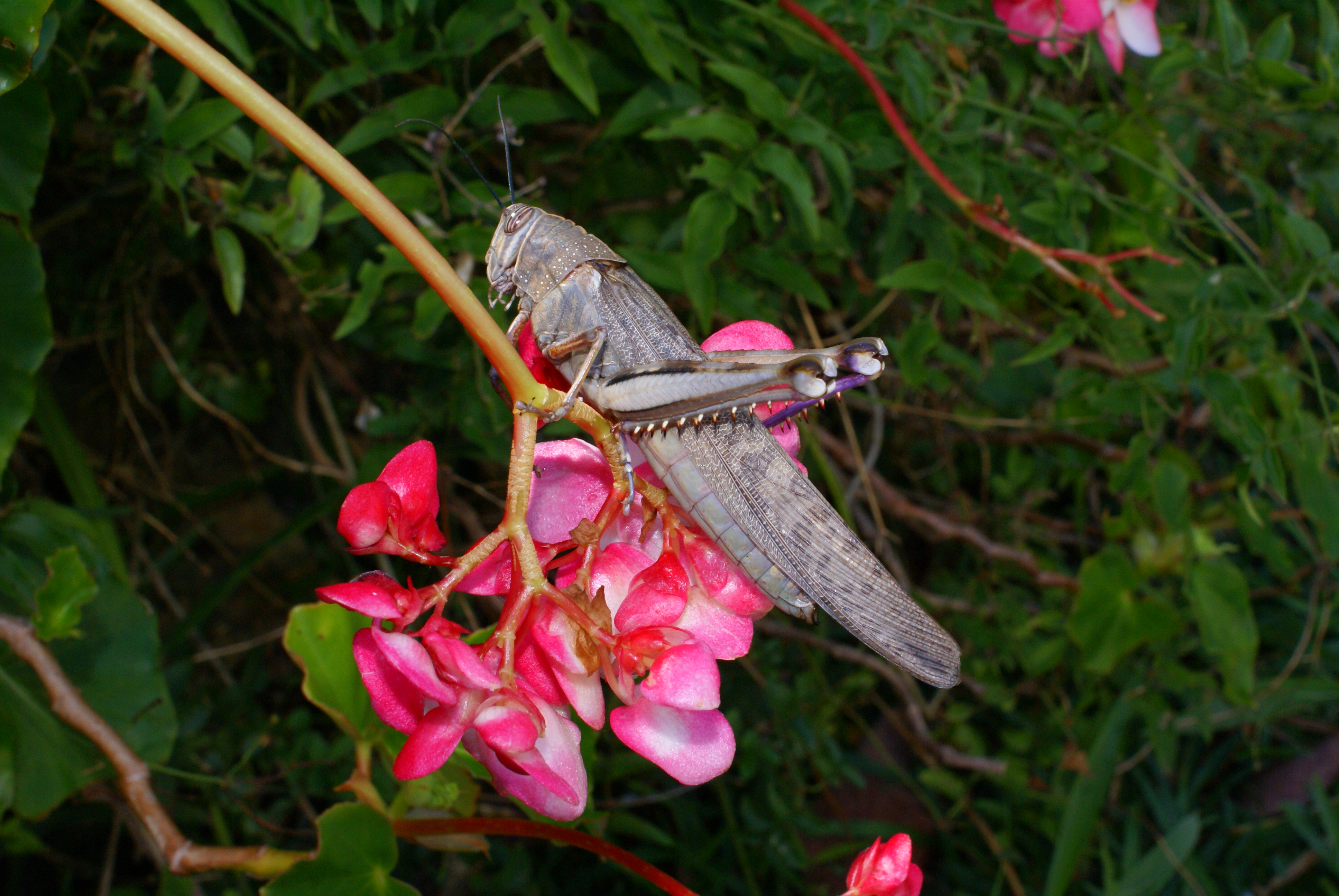
Langosta arbórea (Anacridium melanorhodon) sobre flores de Begonia en la isla de Reunión

Invertebrados: 58 especies, incluyendo :
- Moluscos; 14 especies.
- Otros:
- Plantas: 15 especies;
- Corales : 56 especies.

El carácter insular de la Isla de la Reunión la hace vulnerable al cambio climático e implica una estrategia de adaptación, a la que puede contribuir una red verde y azul.

## Economía
En esta isla, la caña de azúcar es el principal cultivo y el azúcar de caña el producto más exportado.
Su unidad monetaria es el euro desde el año 2002 y hasta ahora. Anteriormente se utilizaba el franco francés desde 1973, año en el cual la divisa del país galo sustituyó al franco de Reunión.
Reunión depende de la importación de comida y de energía. Además, el desempleo representa un serio problema. Su producto interno bruto por habitante es considerablemente inferior al de Francia continental. Por ello se beneficia de los fondos estructurales que otorga la Unión Europea a las zonas económicas menos favorecidas.

### Empleo y desempleo
La Isla de la Reunión tiene una elevada tasa de desempleo, especialmente entre los adultos jóvenes, que son los más afectados. El 24% es la tasa de desempleo establecida en Reunión en 2018, un aumento de 2 puntos con respecto 2016, según Insee. En 2010 tenía la tasa de paro más alta de la Unión Europea, con el 28,9 %.
En Reunión, 149.000 personas, de las cuales 83.000 son desempleados (según la definición de la Oficina Internacional del Trabajo), están sin empleo y quieren trabajar. Por lo tanto, la situación del empleo sigue deteriorándose.

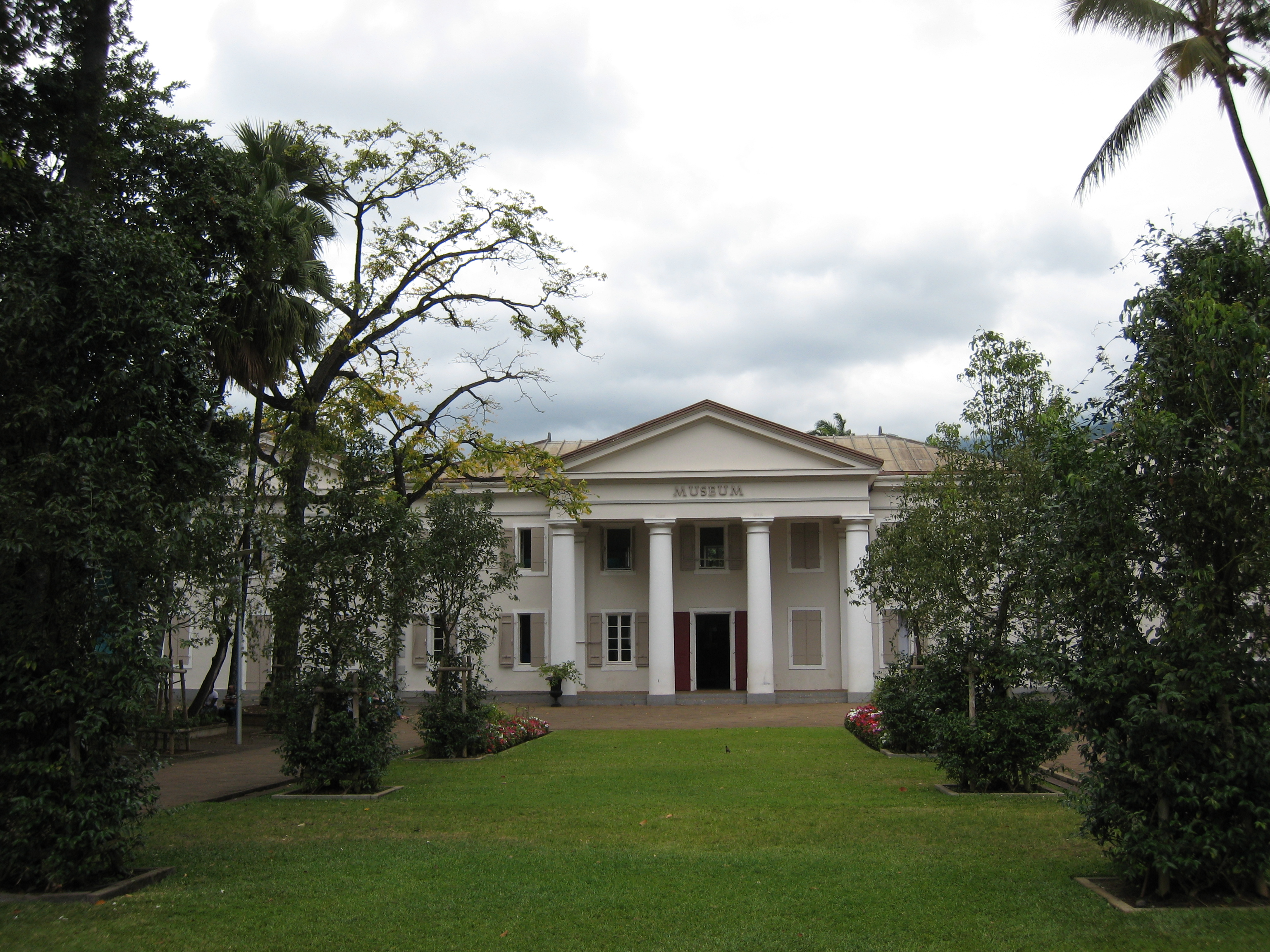
Museo de Historia Natural de Reunión

### Turismo
Los ingresos del turismo son el primer recurso económico de la isla de Reunión, por delante de la producción y transformación de la caña de azúcar, lo que ha permitido el desarrollo de grandes grupos reunionenses como Quartier Français, Groupe Bourbon ex-Sucreries Bourbon, una gran empresa internacional que ahora cotiza en bolsa, pero que tiene su sede fuera de la isla y que ha abandonado el sector del azúcar por el marítimo off-shore. Con la reducción de las subvenciones, esta cultura se ve amenazada. Por lo tanto, se ha promovido el desarrollo de la pesca en las Tierras Australes y Antárticas francesas.
El sector terciario, en particular el comercial, es con mucho el más desarrollado, y la distribución de importaciones ha despegado a mediados de los años ochenta mediante acuerdos de afiliación y franquicia con grupos metropolitanos. La llegada de la distribución en franquicia ha transformado el aparato comercial, que históricamente se caracterizaba por la dispersión geográfica de las pequeñas unidades de tipo tienda de comestibles; las escasas "tiendas chinas" que siguen funcionando se limitan a los pueblos de gama media y, como reliquias de una época pasada, tienen más bien un atractivo turístico y educativo, aunque conserven una función de tienda de conveniencia.
A pesar de un cierto dinamismo económico, la isla no consigue absorber su importante desempleo, que se explica en particular por un crecimiento demográfico muy fuerte. Muchos reunionenses se ven obligados a emigrar a la Francia metropolitana por sus estudios o para encontrar trabajo.

### Agricultura
La agricultura en Reunión es una actividad importante en la economía de la isla: el territorio agrícola que cubre el 20% de la superficie de la isla emplea al 10% de la población activa, genera el 5% del producto bruto regional y proporciona la principal exportación de la isla. Anteriormente centrada en el cultivo del café y el clavo, se ha centrado en la caña de azúcar desde los acontecimientos de principios del siglo XIX, a saber, las Grandes Avalanchas y la toma de Reunión por los británicos. Hoy se enfrenta a importantes cuestiones relacionadas con las decisiones de la Organización Mundial del Comercio a escala internacional y el desarrollo del hecho urbano a escala local.

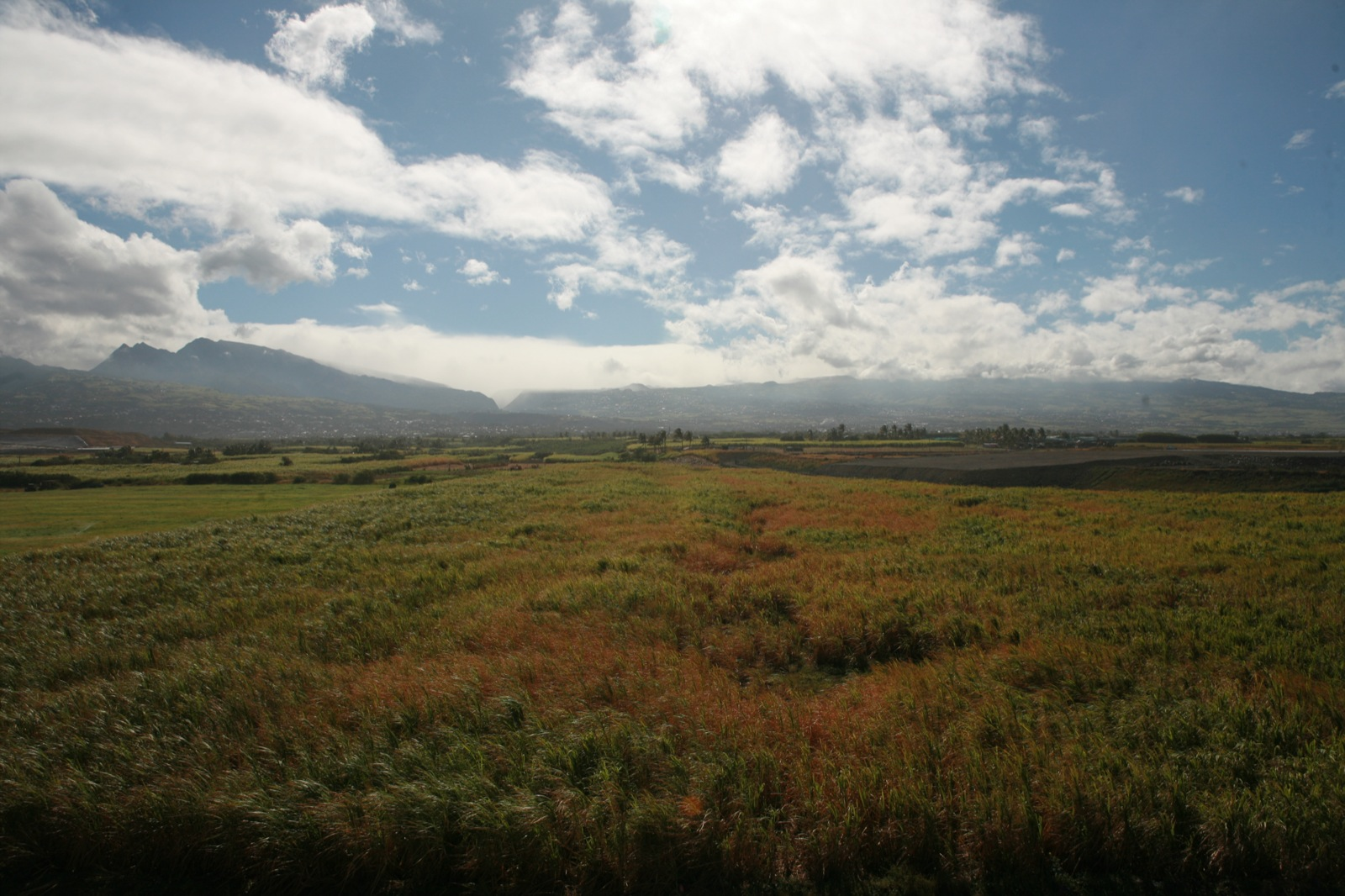
Plantación de Caña de Azúcar en la isla de la Reunión

La Isla de la Reunión cuenta con unas 7.000 explotaciones, de las cuales 5.000 son profesionales. Estas explotaciones movilizan casi 11 000 UTA (carga de trabajo anual de una persona a tiempo completo).
El 97% de las explotaciones de Reunión tienen menos de 20 hectáreas, frente a una media de 78 hectáreas en la Francia continental.
El estatus más común es el de agricultor individual (97%).
En 2005, más del 60% de los jefes de explotación tenían entre 40 y 59 años.

## Gobierno y Política

### Estatus
Reunión es un departamento y una región de ultramar, que se rige por el artículo 73 de la Constitución de Francia, en virtud del cual las leyes y reglamentos son aplicables de pleno derecho, al igual que en la Francia metropolitana.

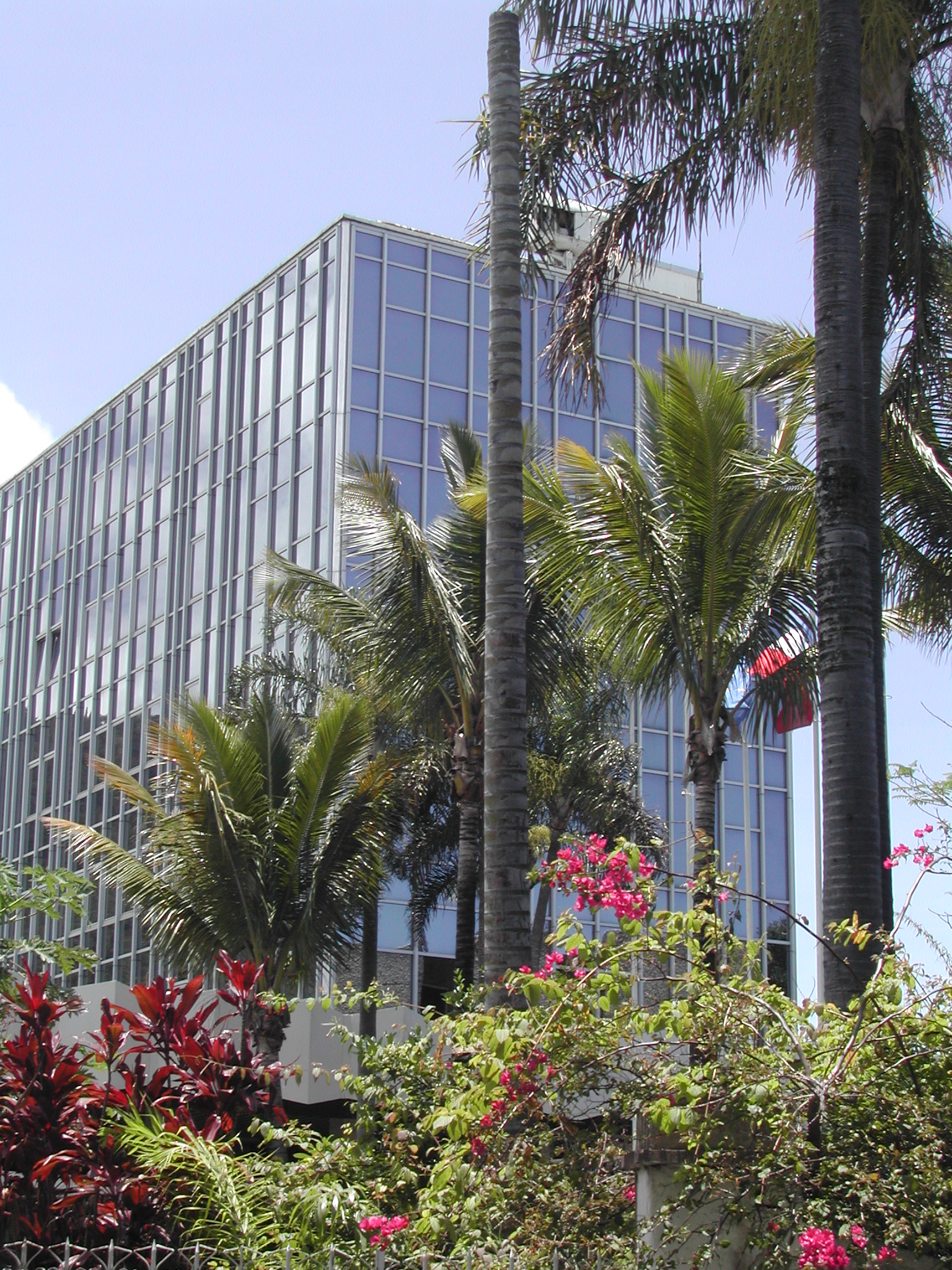
Palacio de la Source, sede del Consejo departamental de Reunión (Conseil départemental de La Réunion)

Así, Reunión cuenta con un consejo regional y un consejo departamental. Estas entidades territoriales tienen las mismas competencias generales que los departamentos y regiones de la Francia metropolitana, aunque con algunas adaptaciones. El artículo 73 de la Constitución prevé la posibilidad de sustituir la región y el departamento por una única entidad territorial, pero, a diferencia de la Guayana Francesa o Martinica, actualmente no está previsto hacerlo.
A diferencia de los demás DROM, la Constitución excluye explícitamente a Reunión de la posibilidad de recibir una autorización del Parlamento para fijar por sí misma determinadas normas, ya sea por ley o por el ejecutivo nacional.
El Estado está representado en la Reunión por un prefecto. El territorio se divide en cuatro distritos (Saint-Benoît, Saint-Denis, Saint-Paul, Saint-Pierre).
Reunión tiene 24 municipios organizados en 5 comunidades de aglomeración.
Desde el punto de vista de la Unión Europea, Reunión es una región ultraperiférica.

### Geopolítica
El posicionamiento de la isla de la Reunión le ha otorgado un papel estratégico más o menos importante según la época.
Ya en la época de la Ruta de la India, la isla de la Reunión era una posición francesa situada entre Ciudad del Cabo y los puestos comerciales de la India, aunque alejada del canal de Mozambique. La isla de Borbón (su nombre bajo el Antiguo Régimen) no era, sin embargo, la posición preferida para el comercio y el ejército. De hecho, el gobernador Labourdonnais afirmó que Isla de Francia (Mauricio) era una tierra de oportunidades, gracias a su topografía y a la presencia de dos puertos naturales. Considera que Borbón estaba destinado a ser un almacén o una base de emergencia para la Isla de Francia. La apertura del Canal de Suez desvía gran parte del tráfico marítimo del sur del Índico y reduce la importancia estratégica de la isla. Este declive se ve confirmado por la importancia que se da a Madagascar, que después será colonizado.
Desde la década de 2000, tiende a surgir un subgrupo geopolítico bajo el nombre de Océano Índico Sudoccidental.
En la actualidad, la isla, sede de una zona de defensa y seguridad, alberga el cuartel general de las Fuerzas Armadas de la Zona Sur del Océano Índico (FAZSOI), que agrupa a las unidades del Ejército francés estacionadas en La Reunión y Mayotte.
La Isla de la Reunión permite a Francia ser miembro de la Comisión del Océano Índico.
La Isla de la Reunión es también una base que alberga la infraestructura de Frenchelon y la unidad móvil de escucha y búsqueda automática.
Por último, Saint-Pierre es la sede de las Tierras Australes y Antárticas Francesas (Taaf).

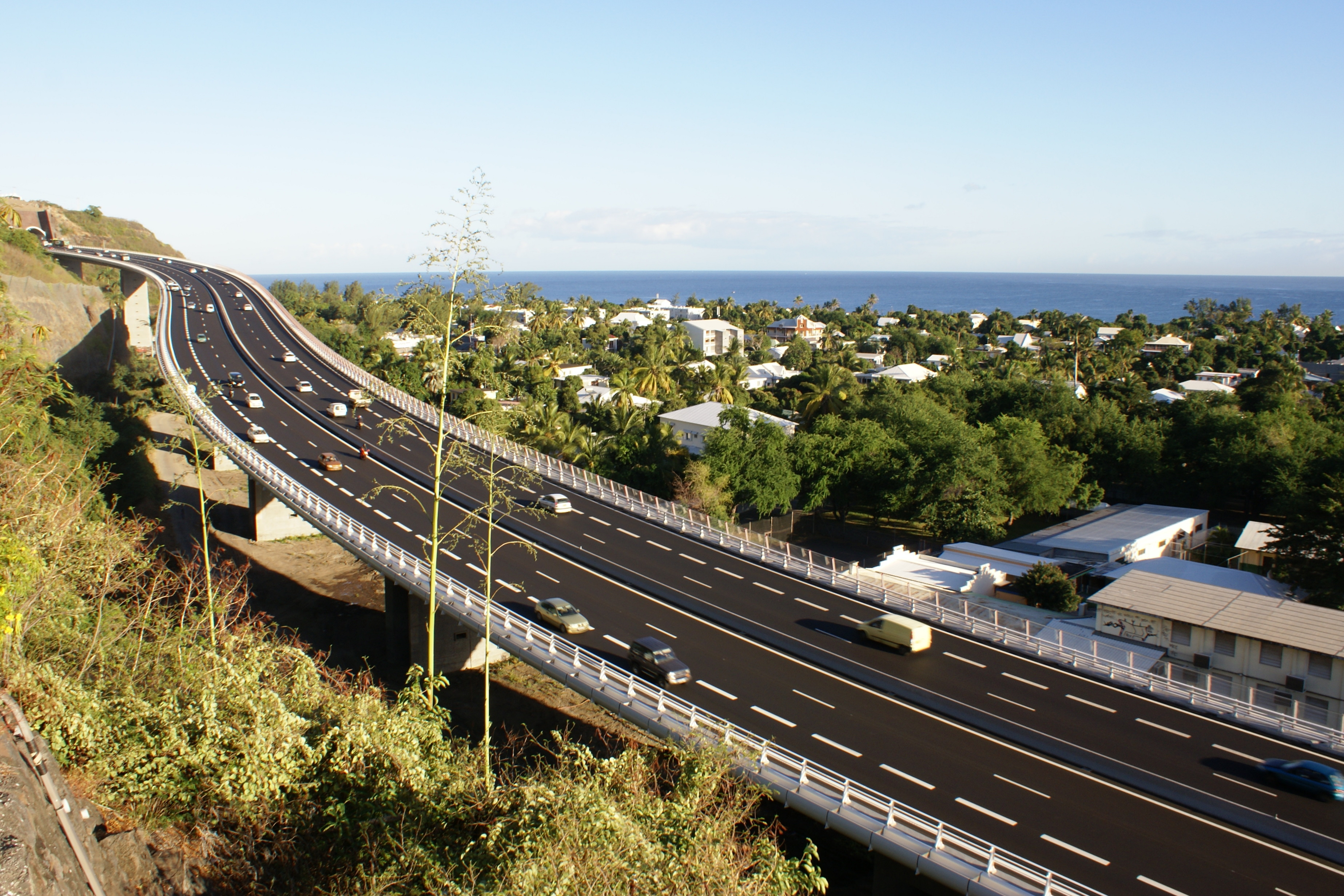
El viaducto de Bernica o viaducto de Saint-Paul en la entrada norte de la route des tamarins (Ruta de los Tamarindos)

## Transporte y Comunicaciones
La topografía montañosa, el desarrollo urbano y la concentración de actividades humanas en la costa hacen que la red de carreteras sea una preocupación constante para el desarrollo económico de la isla. Por iniciativa del consejo regional y con la ayuda del Estado y de la Unión Europea, en 2003 se puso en marcha un proyecto de gran envergadura por un importe estimado de más de mil millones de euros: la carretera de Tamarins, una autopista transversal que une el norte con el sur a media altura, con el fin de hacer más seguro y menos congestionado el enlace noroeste con la ciudad principal.

### Carreteras
Reunión contaba en 2013 con más de 3000 kilómetros de carreteras. En 2004, Isla de la Reunión contaba con casi 300.000 vehículos privados, es decir, aproximadamente un automóvil por cada dos habitantes. A pesar del gran número de vehículos que hay en la isla, el equipamiento de los hogares sigue siendo considerablemente inferior al de la Francia continental. Se calcula que en 2020 el parque automovilístico de Reunión podría alcanzar unos 500.000 vehículos, para un nivel de equipamiento doméstico cercano al de la Francia continental en 1999.
La carretera de los Tamarindos, inaugurada en 2009, permite viajar mucho más rápido, sobre todo gracias a una carretera más ancha, desde Étang-Salé hasta aproximadamente Saint-Paul. Actualmente se está construyendo una nueva carretera costera entre La Possession y Saint-Denis. Desde la apertura al público de la carretera de los Tamarindos en 2009, la antigua carretera de la costa, llamada carretera de la playa, ya casi no se utiliza, ya que suele estar en obras; a pesar de que ofrece paisajes impresionantes en la costa de la isla de Reunión.

### Transporte público
La isla cuenta con un servicio de autobuses interurbanos conocido como Car jaune.

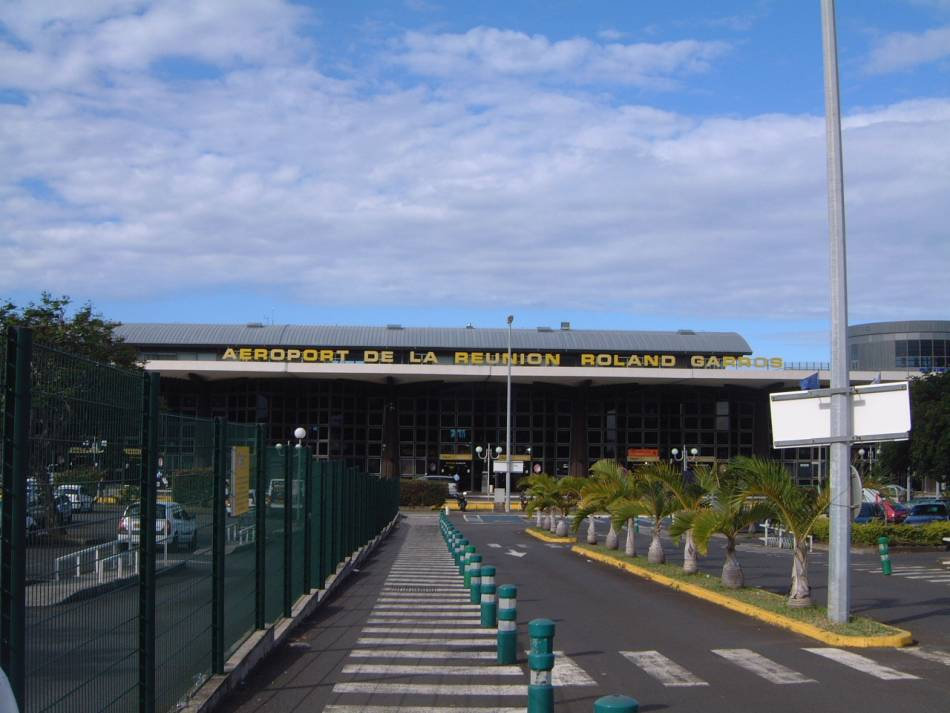
Entrada al aeropuerto de Saint Denis-Roland Garros.

### Puertos
El principal puerto de la isla es el puerto de la Pointe des Galets, en Le Port, en el noroeste de la isla; es el único puerto de Francia que combina las cinco funciones de terminal de transbordadores, puerto comercial, puerto deportivo, puerto pesquero y base naval (tercera base naval francesa después de Toulon y Brest). Está gestionado por la Cámara de Comercio e Industria de la Isla de la Reunión.

### Aeropuertos
La Isla de la Reunión cuenta con dos aeropuertos internacionales:
el Aeropuerto de Saint Denis-Roland Garros , el más grande, está situado en Sainte-Marie, cerca de Saint-Denis, en el norte de la isla; con enlaces directos a las ciudades de Francia metropolitana, París, Marsella, Lyon, Toulouse, Nantes, Burdeos, pero también a destinos internacionales como Mauricio, Antananarivo, Nosy Be, Johannesburgo, Bangkok, entre otros.
El aeropuerto de Saint-Pierre-Pierrefonds, en el sur, sólo tiene actualmente una capacidad limitada como enlace con el aeropuerto principal y como terminal para los vuelos insulares a Mauricio, y París con escala en el aeropuerto de Roland-Garros de Reunión y Madagascar.
El transporte aéreo también utiliza helicópteros y ultraligeros para llegar a lugares inaccesibles por carretera y descubrir los tesoros ocultos de la isla de La Reunión, como el Trou de Fer, las cumbres vistas desde el cielo y los circos de Mafate, Salazie y Cilaos.

## Demografía
Reunión cuenta con unos 800 000 habitantes.

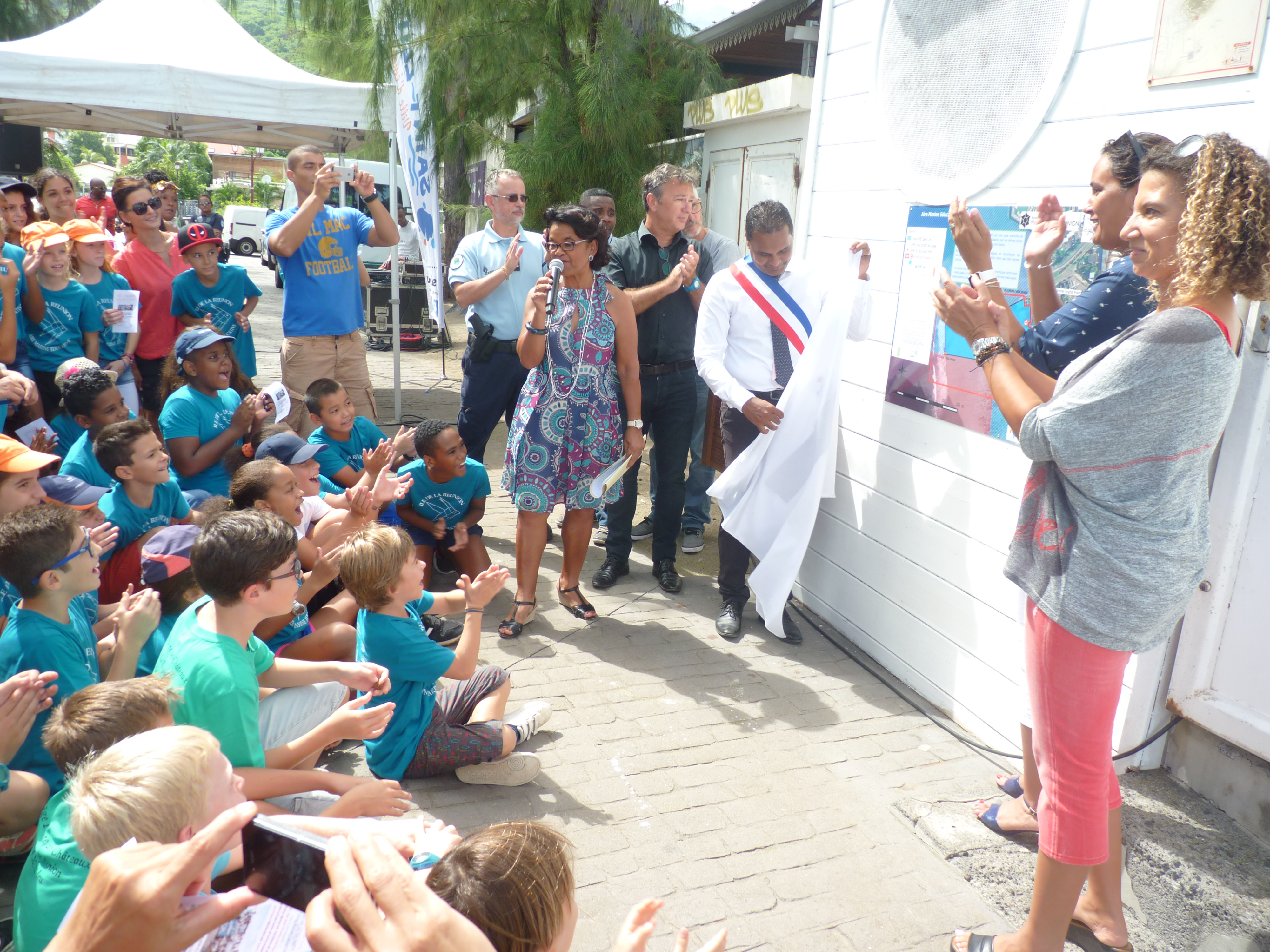
Grupo de niños en Saint-Leu, Reunión, la diversidad étnica del territorio es un reflejo de su historia

Entre los grupos étnicos presentes en la isla Reunión, se encuentran habitantes de origen europeo, africano, malgache, indio (hindú) y chino, así como personas de ascendencia mixta. A nivel local a menudo se utilizan nombres para los grupos mestizos: yabs, cafres, malbares y zarabes (estos últimos de origen indio y chino, respectivamente).
Se desconoce con exactitud cuántas personas existen de cada etnia, porque los censos étnicos están prohibidos en Francia, y por extensión en Reunión, desde la aplicación de la Constitución francesa de 1958. Según las estimaciones, los habitantes de origen europeo (zoreilles) constituyen aproximadamente un 25 % de la población, los habitantes de origen indio aproximadamente un 25 % y las personas de origen chino un 3 %. Los habitantes de origen mixto y los de etnias africanas y malgaches varían según las estimaciones. También existe una pequeña minoría de origen vietnamita en la isla. Antiguamente, la población blanca de la isla se diferenciaba en Gros Blancs (quienes poseen tierras) y Petit Blancs (gente común).
Aproximadamente 214.989 personas o el 25% de la población de la Isla de Reunión es de ascendencia europea. La gran mayoría de ellos son de ascendencia francesa (provenientes de la Francia metropolitana), aunque también hay personas de ascendencia neerlandesa, británica, belga y portuguesa. Las personas de origen tamil y gujarati constituyen la mayor parte de los habitantes indios de Reunión; los bihari y otros grupos forman el resto. La comunidad musulmana de Reunión procede en su mayor parte del noroeste de la India y habitualmente se los llama zarab.
Los criollos de Reunión (un nombre que reciben quienes nacen en la isla, al margen de su origen étnico) constituyen la mayoría de la población. Entre los grupos no criollos también se incluyen personas procedentes de la Francia continental (conocidos como zoreils) y los originarios de Mayotte y las islas Comoras.
La isla de Reunión es muy similar a las islas Mauricio y las Seychelles en lo que se refiere a cultura, componentes étnicos y tradiciones. En Reunión se encuentran los mismos grupos étnicos que en Mauricio, aunque la proporción demográfica difiere, con la notable diferencia que en las dos islas antes mencionadas el inglés es el idioma oficial mientras que en Reunión ese estatus lo tiene el francés.

### Religión

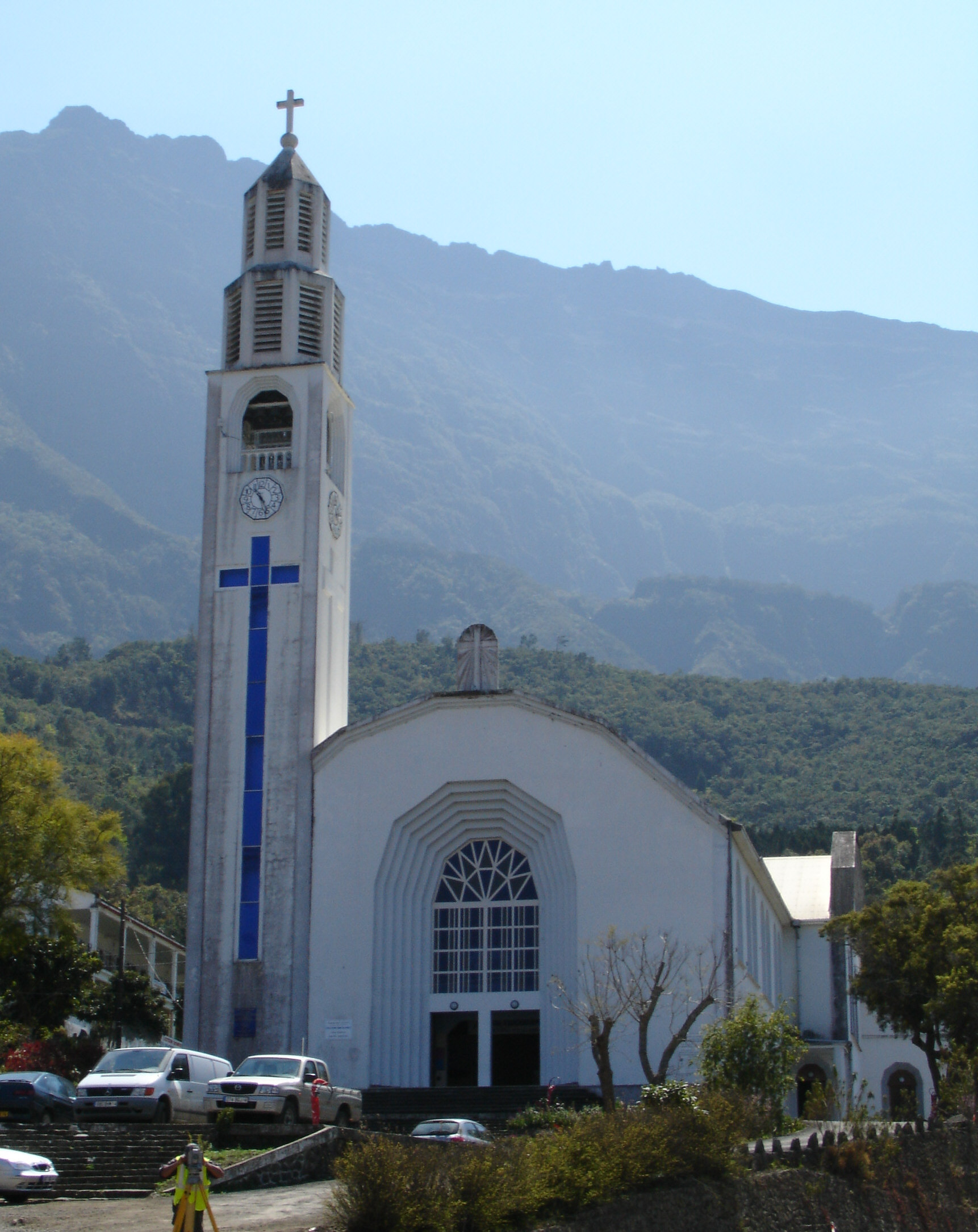
Iglesia católica de Nuestra Señora de las Nieves en Cilaos, Reunión.

La religión predominante en la isla de Reunión es el Cristianismo siendo el catolicismo la denominación dominante como en Francia, seguido del hinduismo (con el culto Murugan). El Islam y el budismo también están representados. En Reunión existe libertad religiosa. Como en Francia están prohibidos todos los censos religiosos, esto también se aplica en la isla, y todas las estadísticas religiosas son estimaciones. Religious Intelligence calcula que los cristianos de Reunión constituyen el 84,9 % de la población, seguidos por los hindúes con un 6,7 % y los musulmanes con un 2.15 %. En la mayoría de las grandes ciudades suele haber una mezquita para la práctica de las comunidades musulmanas.

### Idiomas
La lengua oficial de la administración, la educación y la prensa escrita y hablada es el francés, pero aproximadamente el 90 % de la población de La Reunión habla el criollo reunionés. Como su nombre indica, es un creole, es decir, una lengua nacida del encuentro lingüístico entre una lengua dominante (en este caso, el francés) y las lenguas vernáculas habladas por la población local. El criollo de Reunión es diferente de los criollos de las Indias Occidentales, aunque ha seguido un desarrollo histórico parcialmente paralelo.
La mayoría de los reunionenses son bilingües en francés/criollo, pero una parte de la población solo habla criollo reunionés.

Según la autora Annegret Bollée, se supone que "el criollo de Reunión se desarrolló gradualmente en la sociedad de plantación formada tras la introducción del cultivo del café en Borbón (a partir de aproximadamente de 1720)".

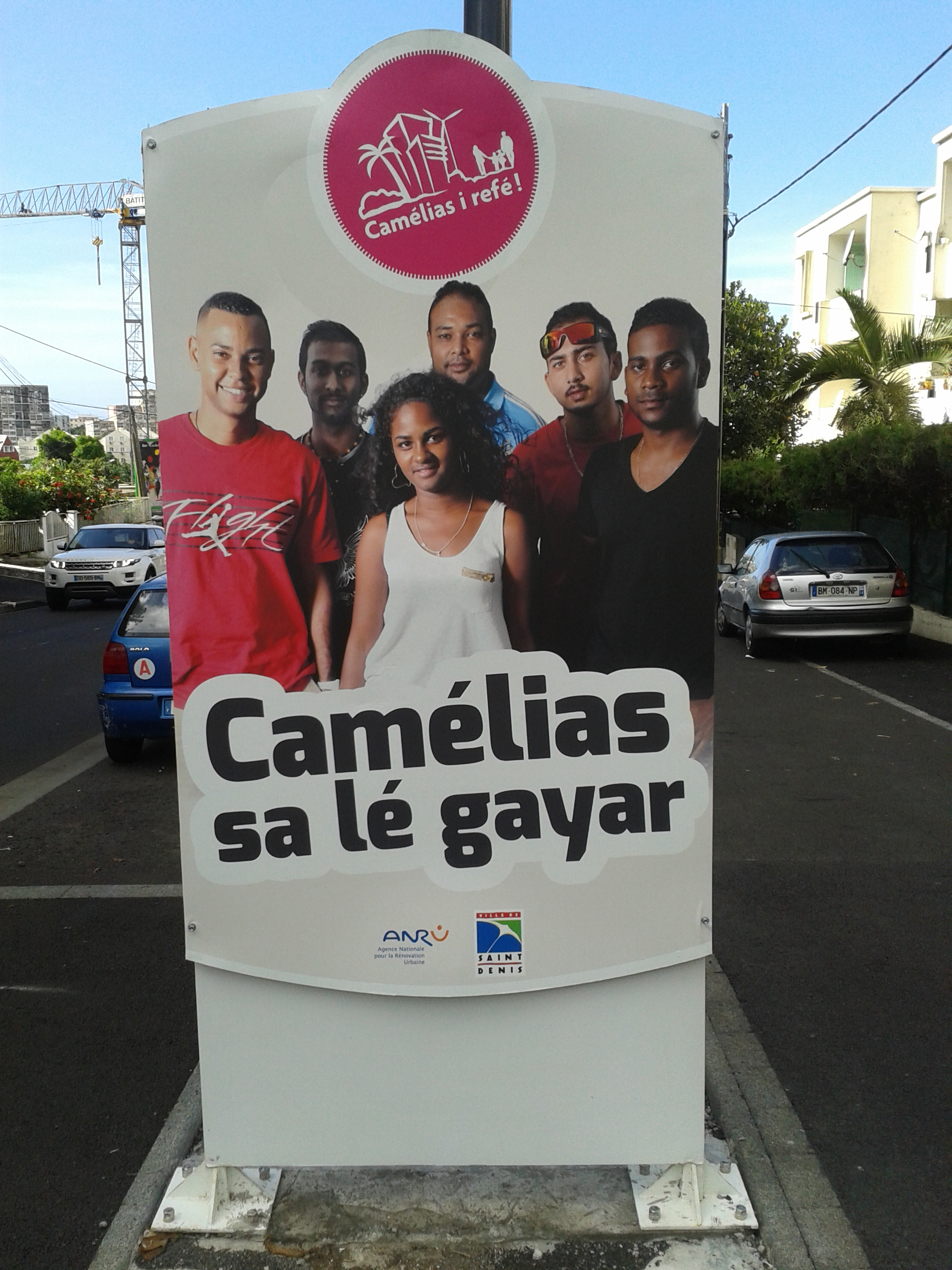
Cartel escrito en el criollo de Reunión (créole réunionnais, kréol rénioné)

En los dos últimos siglos se ha producido una descolonización gradual, es decir, el declive del criollo en favor de la expansión del francés en la sociedad. Como ocurre con las demás lenguas minoritarias de Francia, este declive del criollo es el resultado, en particular, de la escolarización obligatoria en francés, así como de la presencia dominante del francés en los medios de comunicación. Sin embargo, desde hace unos 20 años, el criollo reunionés goza de un mayor reconocimiento: desde 2001 se enseña en los centros de enseñanza secundaria como parte de la opción "Lengua y cultura regionales".
El tamil también se enseña como lengua optativa en algunas escuelas. Debido a la diversidad de su población, en la isla se hablan otras lenguas. En la pequeña comunidad china se habla mandarín, hakka y cantonés, pero la mayoría de las generaciones más jóvenes utilizan el francés de forma habitual. El número de hablantes de lenguas de la India, como el urdu y el gujarati, también desciende en las generaciones jóvenes. La lengua árabe se enseña en las mezquitas y es hablada por una pequeña comunidad inmigrante. Otras lenguas minoritarias incluyen el malgache y el comorense.

### Educación
La Isla de la Reunión tiene su propia institución educativa. Chantal Manès-Bonnisseau, inspectora general de Educación, Deporte e Investigación, fue nombrada rectora de la Academia de la Reunión y canciller de las universidades, en el Consejo de Ministros, el 29 de julio de 2020.
Sucede a Vêlayoudom Marimoutou, que asumió el cargo de secretario general de la Comisión del Océano Índico el 16 de julio.
El rectorado se encuentra en la ciudad principal, en el barrio de Moufia de Saint-Denis. Al inicio del curso escolar 2012, la isla contaba con 522 centros de educación infantil y/o primaria, incluidos 26 centros privados, para 120.230 alumnos en el nivel primario, 82 centros de educación secundaria, incluidos seis centros privados, para 61.300 alumnos, 32 institutos generales y tecnológicos, incluidos tres centros privados, para 23.650 alumnos y 15 institutos de formación profesional, incluidos dos centros privados, para 16.200 alumnos.
Las zonas de educación prioritaria de Reunión afectan a algo más de la mitad de los alumnos de primaria y secundaria.
Los resultados del bachillerato se acercan relativamente a la media nacional con una tasa del 81,4% en 2012 frente al 82,4% de 2011 (respectivamente: 84,5% y 85,6% en la media nacional).
En la enseñanza superior, la Universidad de Reunión cuenta con 11.600 estudiantes repartidos en las distintas sedes, especialmente en Saint-Denis y Le Tampon. Otros 5.800 estudiantes se reparten entre los cursos de post-bachillerato de la enseñanza media y otros estudios superiores.

### Salud

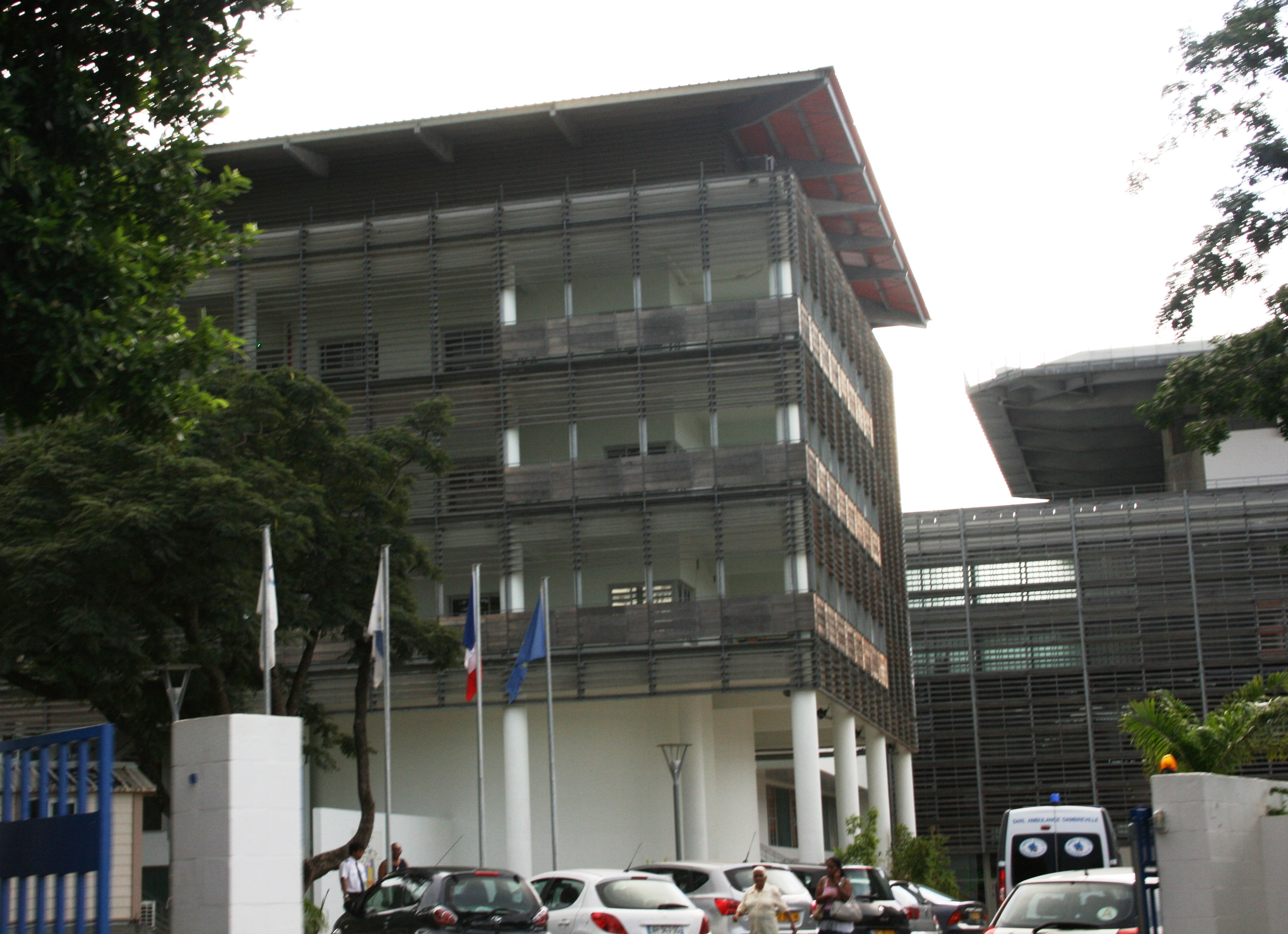
Centro Hospitalario de Reunión (Centre hospitalier universitaire de La Réunion)

Las dos instalaciones principales del Hospital Universitario de Reunión se encuentran en Saint-Denis y en el emplazamiento de Saint-Pierre. Existe un establecimiento privado en Saint-Denis, la clínica Sainte-Clotilde. Estas instalaciones se encargan de la mayoría de las patologías y operaciones en muchos departamentos. Sólo algunos procedimientos ultra-especializados requieren una actuación en el continente. Existen dispensarios en otras localidades más pequeñas (La Plaine-des-Palmistes, Cilaos...). En zonas y lugares remotos, los médicos rurales se desplazan en coche para las consultas, o incluso a pie para el circo de Mafate, que no tiene carreteras.
Al mismo tiempo, hay muchos médicos generales en toda la isla, y los especialistas se concentran en las grandes ciudades. Existe un importante servicio de emergencias, tanto para la población como para los cientos de miles de turistas que anualmente recorren las remotas rutas de senderismo.

### Vivienda
Para el 1 de enero de 2008, Reunión contaba con 305 300 viviendas. El 91% del parque de viviendas de Reunión está formado por viviendas principales (propietarios e inquilinos). Y el 7% del parque de viviendas está desocupado (principalmente en los municipios de Le Tampon, La Possession y Sainte-Clotilde), el resto está formado por segundas residencias (en el oeste y el sur de la isla).
El parque inmobiliario de La Reunión evoluciona cinco veces más rápido que el de la Francia continental. Las viviendas tradicionales representan ahora sólo el 17% del parque inmobiliario total. En 1999, era el doble. La mayoría de las residencias principales de la isla son casas unifamiliares (58%). Sin embargo, desde las leyes de exención fiscal (1981), el número de apartamentos se ha triplicado en 25 años. El parque de viviendas de la Reunión está aumentando. Sin embargo, las viviendas de los reunionenses son más estrechas que las de la Francia metropolitana. Sin embargo, la vivienda sin confort está en constante disminución. Sin embargo, aún queda trabajo por hacer en este ámbito, ya que aunque hay la mitad que en 1999, en 2008 había 42 000 hogares sin agua caliente.

## Energía

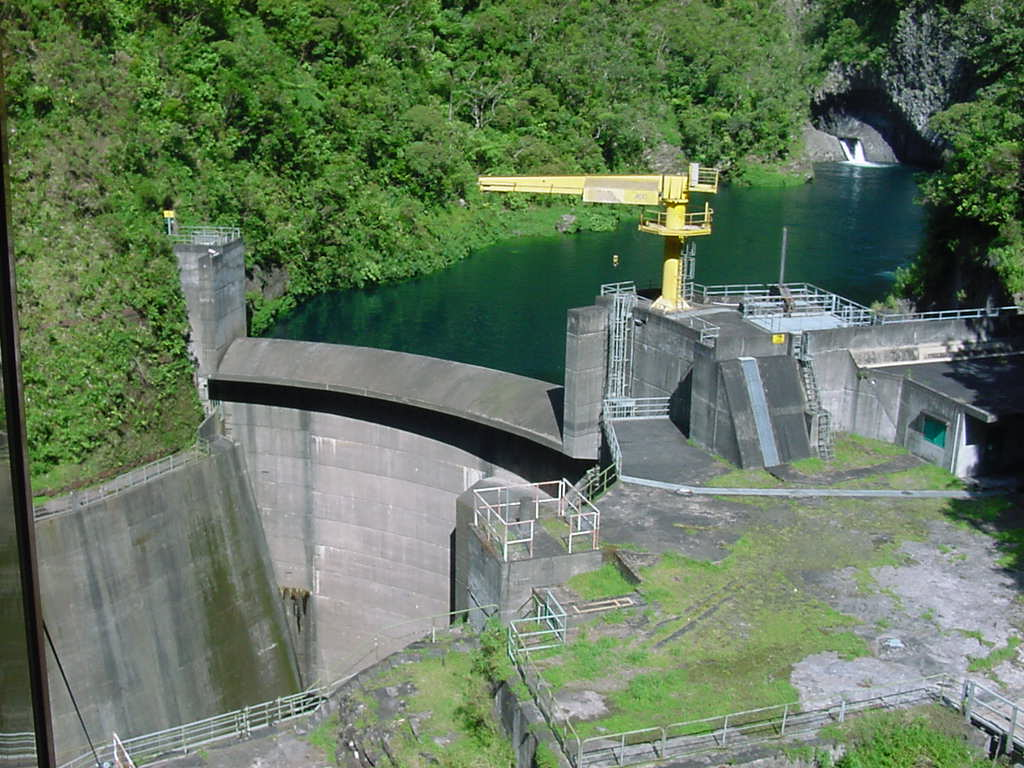
Vista de la presa de Takamaka

La energía en la Isla de la Reunión depende del petróleo y está limitada por la insularidad de la isla, que obliga a producir electricidad localmente y a importar combustibles fósiles. Ante una demanda y unas exigencias medioambientales cada vez mayores, la energía producida en la isla tiende a explotar cada vez más su gran potencial de energías renovables mediante el desarrollo de parques eólicos, huertos solares y otros proyectos experimentales. Aunque en 2013 el 35% de la electricidad de Reunión procedía de fuentes renovables, la tasa de dependencia energética del departamento supera el 85%. El ahorro de electricidad y la optimización de la eficiencia energética son dos grandes áreas de trabajo para las autoridades responsables de los asuntos energéticos.

### Energía Hidroeléctrica
Debido a los grandes volúmenes de precipitaciones, el flujo de agua superficial permite la instalación de infraestructuras hidroeléctricas, especialmente porque la erosión ha excavado barrancos estrechos y muy profundos. La central de Sainte-Rose (22 MW) y la de Takamaka (17,5 MW) son las dos más importantes. En total, las seis infraestructuras hidroeléctricas de la isla tienen una capacidad de 133 MW.

## Cultura

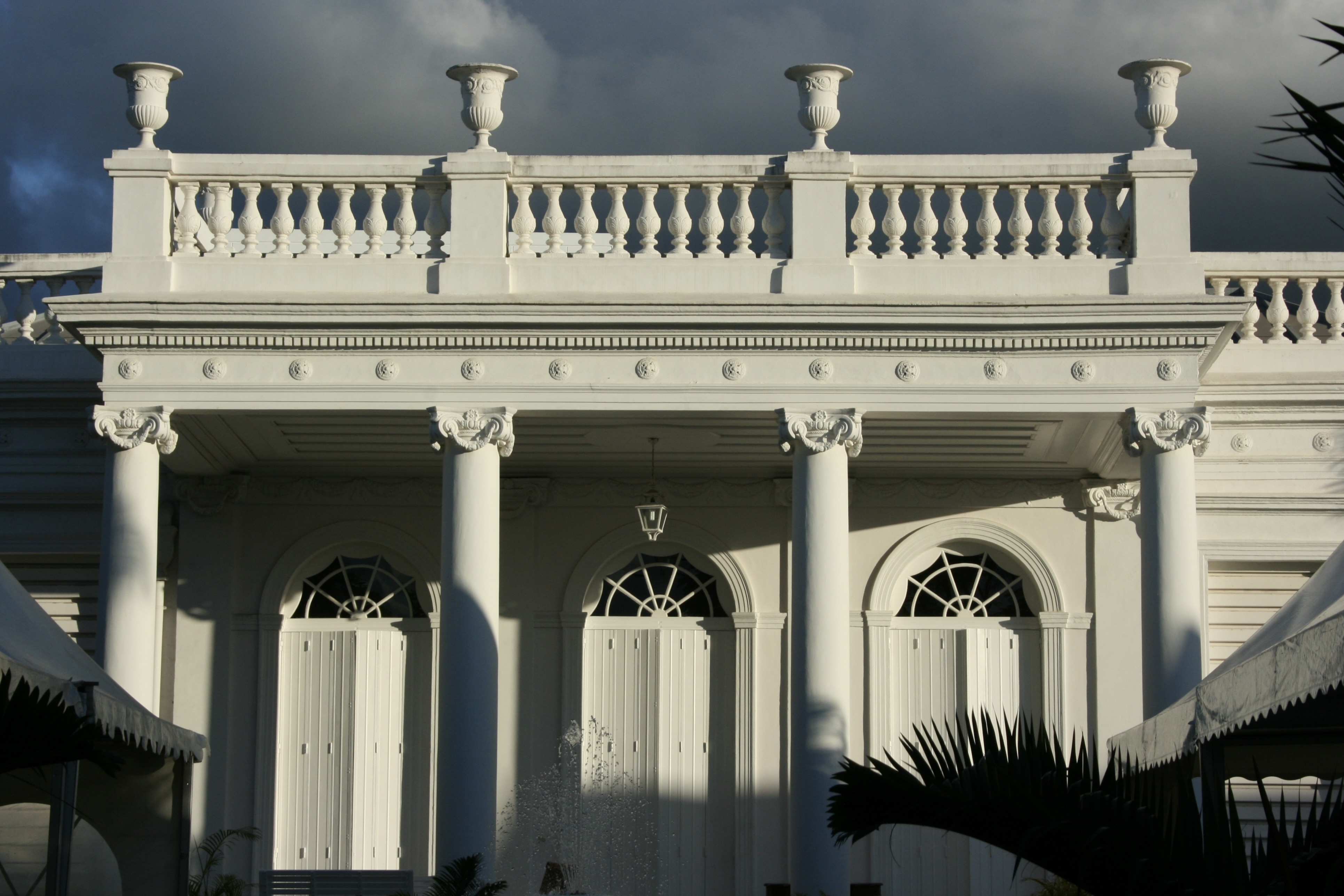
Château Lauratet en Saint-Denis, Reunión

### Arquitectura
Desde el punto de vista estructural, se dice que la casa criolla local es simétrica. De hecho, a falta de un arquitecto, los trabajadores trazaban una línea en el suelo y construían dos partes idénticas a cada lado, lo que dio lugar a casas de forma esencialmente rectangular. La veranda es un elemento importante de la casa. Se trata de una terraza exterior construida en la parte delantera de la casa, ya que permitía mostrar su riqueza a la calle. Un jardín criollo completa la casa. Se compone de plantas locales, encontradas en el bosque. Suele haber un invernadero con orquídeas, anturios y diferentes tipos de helechos.
La Villa Déramond-Barre es un modelo arquitectónico criollo de gran interés patrimonial.

### Gastronomía
Siempre acompañados de arroz, los platos más comunes son el curry, una versión local del curry indio, el rougail y los civets. El curry se elabora con una base de cebolla, ajo y especias como la cúrcuma (llamada "safran péi" en la isla), sobre la que se fríen el pescado, la carne y los huevos; luego se añade el tomate. Los platos también pueden aromatizarse con jengibre; la cáscara de una combava suele ser muy apreciada. El chop suey (con arroz, no con pasta) y otros platos asiáticos como el cerdo con piña son también muy comunes.
En general, hay pocos platos sin carne o pescado, por lo que hay pocas opciones vegetarianas. Uno de ellos es el chouchou gratinado de chayote. Por lo demás, se consumen principalmente aves de corral. Una de las especialidades locales es la civeta de tangue (de la familia de los erizos).

### Música y danza

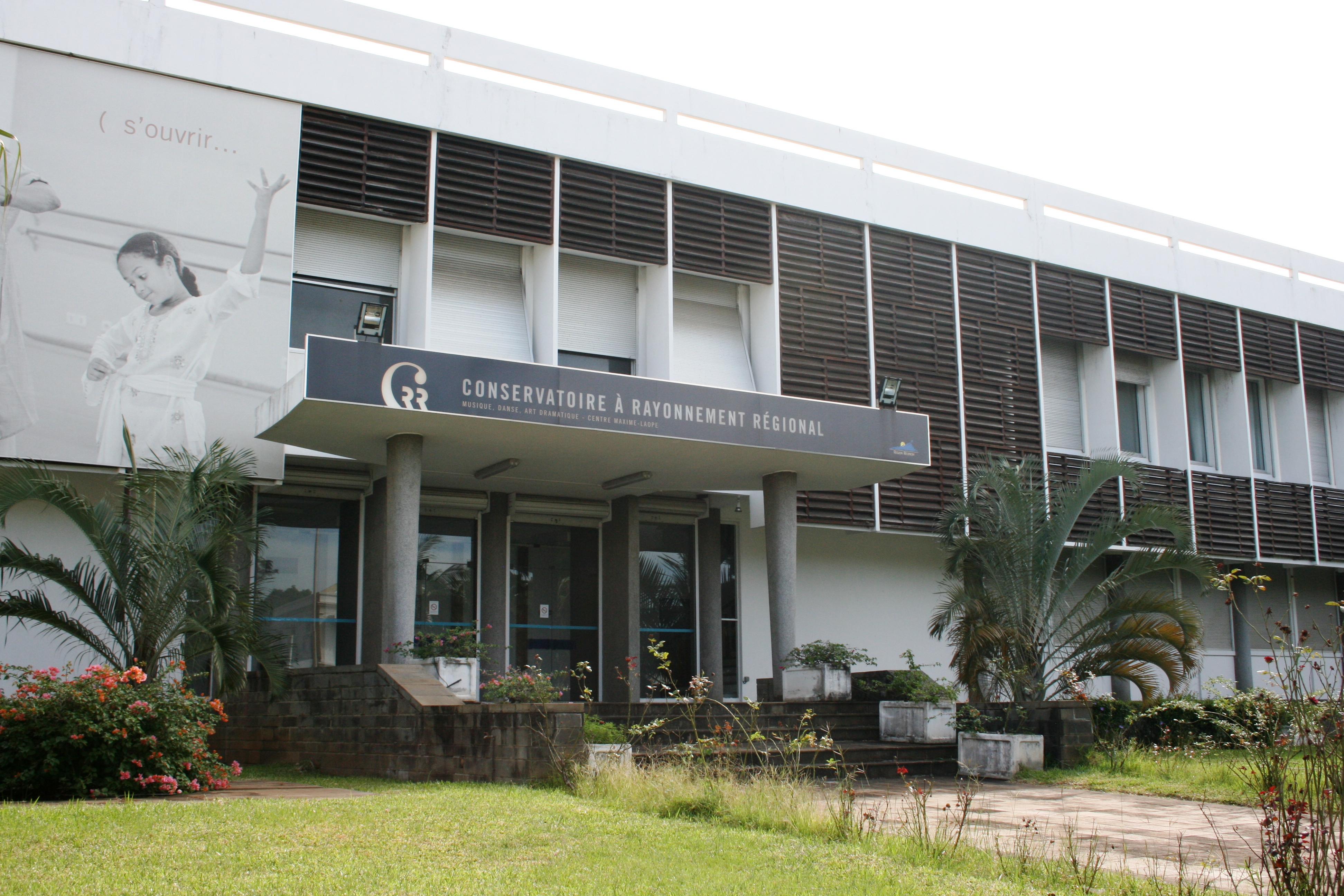
El conservatorio regional de Saint-Denis en Reunión.

Cada 20 de diciembre, los habitantes de la isla de La Reunión celebran el Día de la Libertad de La Reunión. Esta celebración, también conocida como la Fête des Cafres o "Fet' Caf'", conmemora la proclamación de la abolición de la esclavitud por la Segunda República (Francia) en 1848. El término "cafre" se refiere a los africanos de la "Cafrerie" (una parte del sur de África). Deriva de la palabra afrikáans "kaffer", que es similar al argot estadounidense "nigger" o "nègre", originado en la Francia colonial.
Hoy, en el siglo XXI, los reunionenses celebran con alegría el fin de un largo periodo de opresión. Cafres, malgaches, comoranos, indios, yabs , z'oreilles y metropolitanos se reúnen en las calles bailando al ritmo de la sega y la maloya, los dos grandes géneros musicales de Reunión. Se organizan numerosos conciertos, la mayoría de ellos gratuitos, así como desfiles de disfraces y espectáculos de baile como el merengue, por ejemplo.

### Tradiciones
Dos formas de expresión musical conforman históricamente la tradición folclórica de la Isla de la Reunión. Uno es, la sega, es una variante criolla de la cuadrilla, la otra, la maloya, como el blues de Estados Unidos, viene de África, llevada por la nostalgia y el dolor de los esclavos desarraigados y deportados de su tierra natal.
La sega, un baile de salón disfrazado y al ritmo de los instrumentos tradicionales occidentales (acordeón, armónica, guitarra, etc.), es un testimonio de la diversión de la sociedad colonial de la época. En la actualidad, sigue siendo el baile de salón típico de la isla de Reunión y del archipiélago de las Mascareñas en general, junto con la sega mauriciana y la sega rodriguesa.
La maloya de los esclavos, una danza ritual llena de melodías y gestos, se ejecutaba casi clandestinamente por la noche alrededor de una hoguera; los pocos instrumentos que la acompañaban estaban hechos de plantas (bambúes, calabazas, etc.).
Más allá de su gusto por esta forma de arte musical, las compañías de maloya quieren perpetuar la memoria de los esclavos, su sufrimiento y su desarraigo. A través de textos a veces controvertidos, recuerdan a Francia su pasado esclavista y subrayan el daño que esta época colonial hizo al ser humano; en el transcurso de la historia de la isla, los artistas de maloya y los kabars (reuniones) fueron a veces prohibidos por las autoridades.

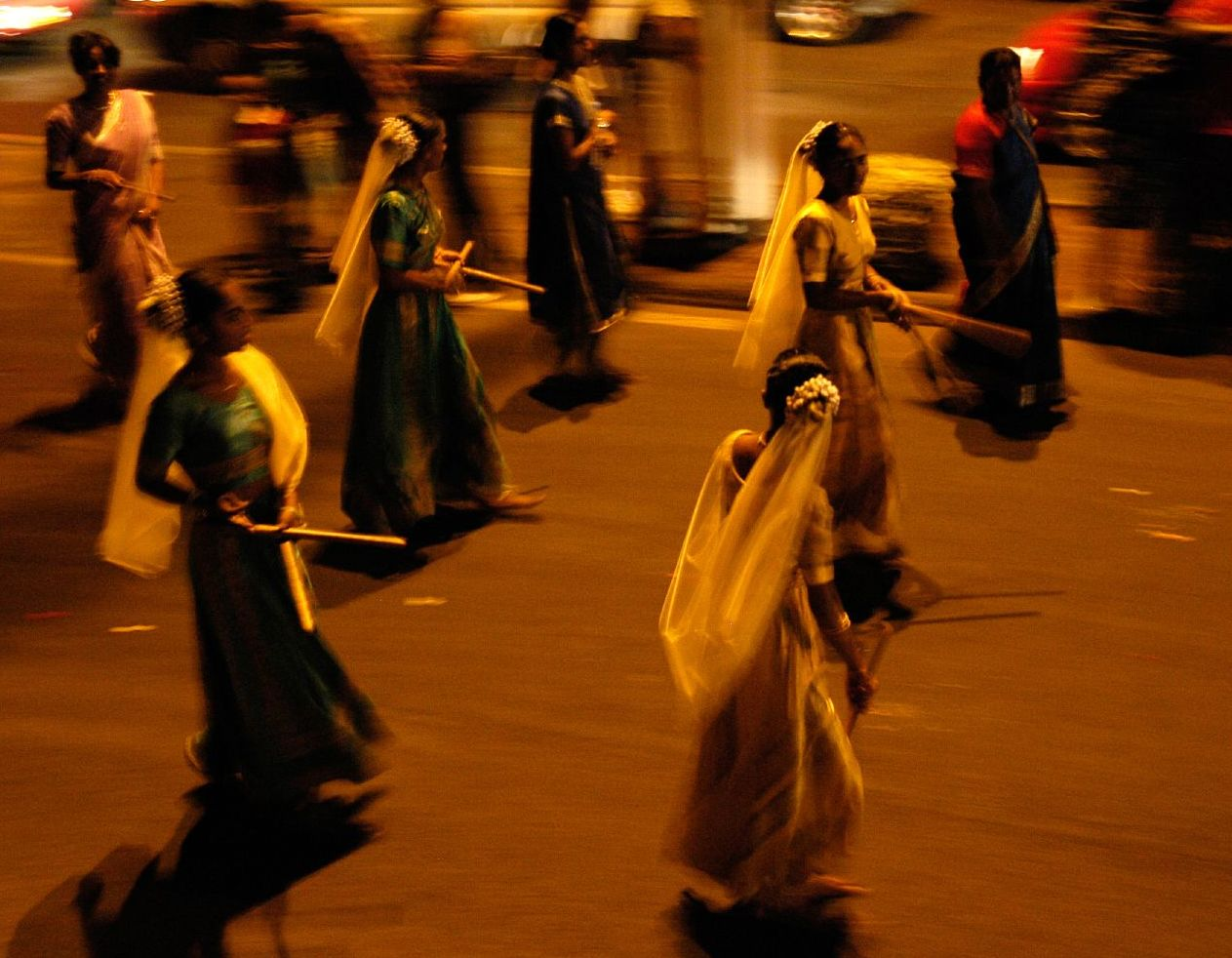
Festival de Dipavali

Con la institución de un día festivo para celebrar la abolición de la esclavitud (fête caf', 20 de diciembre), la maloya ha recibido un reconocimiento oficial; se escucha regularmente en las radios públicas y muchas discotecas y fiestas de baile la programan sistemáticamente; incluso está disfrutando de un resurgimiento: los grupos han empezado a confeccionar versiones, estilos y arreglos modernos, como el maloggae y otras maloyas eléctricas.
Entre los grupos musicales emblemáticos de la Isla de Reunión se encuentran: Groupe folklorique de La Réunion, Kalou Pilé, Baster, Ousanousava, Ziskakan, Pat'Jaune, Danyèl Waro, Tisours, etc. También podemos mencionar a uno de los más grandes cantantes de maloya: Lo Rwa Kaf. Nacido en Sainte-Suzanne, fue uno de los primeros en cantar maloya. Cuando murió en 2004, hubo mucha gente presente en su funeral.
En 2008, el artista Brice Guilbert realizó un videoclip titulado La Reunión. En este clip, le vemos atravesar todos los paisajes de la isla.
En el ámbito de la danza contemporánea, podemos mencionar al coreógrafo Pascal Montrouge, que dirige la única compañía de Francia que tiene una doble sede en Saint-Denis de La Reunión y en Hyères, lo que refuerza el sentido de su visión de la identidad. En 2007, la ciudad de Saint-Denis de La Reunión le confió la dirección artística de su festival Saint-Denis Danses.
En la isla se encuentra el conservatorio regional de La Reunión, que cuenta con cuatro polos pedagógicos y fue creado en 1987 bajo el impulso del entonces presidente de la región, Pierre Lagourgue. Hoy en día, aunque las danzas tradicionales no se olvidan en los conservatorios (que enseñan danza, música y teatro), las danzas que se enseñan son la danza clásica, la danza contemporánea y la danza Bharata natyam. Estos alumnos tienen regularmente la oportunidad de bailar con coreógrafos de Reunión como Didier Boutiana cie "Konpani Soul city", Soraya Thomas cie "Morphose " o Éric Languet cie "Danse en l'R". Estas diferentes compañías locales permiten a los habitantes de Reunión bailar profesionalmente.
La cultura urbana también ha hecho su aparición, según las tendencias e influencia de la Francia metropolitana y los Estados Unidos. Así, se desarrolla la cultura hip-hop, pero también el ragga dancehall, siendo KM David o Kaf Malbar el mascarón de proa de este nuevo movimiento, influenciando en toda la isla a la generación joven, con sus canciones difundidas por mp3 o internet. Muchos jóvenes artistas intentan "abrirse paso" en esta música, cuya industria se desarrolla razonablemente, a nivel local, pero también internacional, sin tener nada que envidiar a los precursores del dancehall francés.

### Medios de comunicación

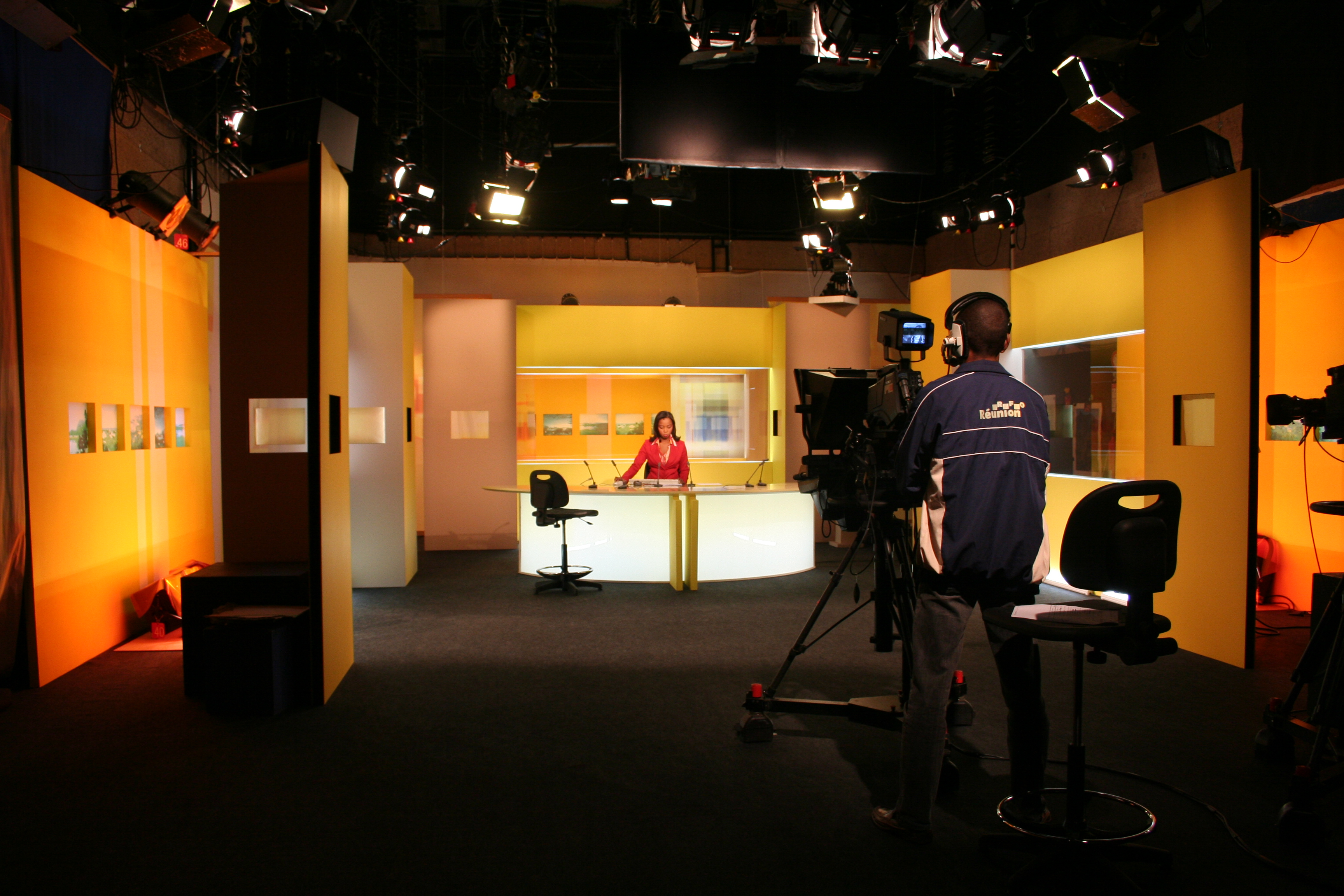
Estudio de Televisión de Télé-Réunion

Cuatro medios componen la prensa diaria regional: el Journal de l'île, Le Quotidien de La Réunion, Visu y Témoignages, la edición del Partido Comunista de Reunión. La mayor parte de la prensa periódica está formada por semanarios especializados en programas de televisión y algunas publicaciones periódicas dedicadas a la vida de las empresas comerciales e industriales.
El PAR, o paysage audiovisuel réunionnais (paisaje audiovisual de Reunión), monopolizado durante mucho tiempo por la ORTF, a la que sucedieron las cadenas públicas FR3 en 1975, y luego RFO en 1982, está hoy representado por tres cadenas de televisión terrestre: Réunion La 1re (cadena pública), Antenne Réunion y Télé Kréol. Además Parabole Réunion y Canal+ Réunion ofrecen dos paquetes por satélite.
El panorama radiofónico también ha experimentado una gran transformación tras la liberación de las ondas deseada por el presidente socialista François Mitterrand desde su elección en 1981; la isla cuenta con más de 45 emisoras de radio privadas, algunas de las cuales emiten en toda la isla y se ganan a su audiencia gracias a la interactividad.
De hecho, Radio Freedom es una radio basada en sus oyentes.Tiene un sistema que se compone de la intervención en directo de sus oyentes, de 5 a 12 de la mañana (más en caso de eventos, ciclones...), además de las noticias. En 1991, cuando Télé Freedom (creada por la misma persona que Radio Freedom, Camille Sudre) fue suprimida por apelación de la CSA al prefecto (Télé Freedom emitía clandestinamente), estallaron disturbios porque era, en ese momento, el único medio de comunicación y de expresión libre en la isla que emitía cierto tipo de programación más liberal.
Desde noviembre de 2010, la televisión digital terrestre permite recibir, además de las cadenas locales, los canales de France Télévisions, Arte y France 24.

### Internet
La situación de Internet en la isla de Reunión estuvo marcada en su día por su insularidad y su lejanía de la Francia continental, lo que provocó ciertos retrasos tecnológicos. Hoy en día, la tendencia se ha invertido y la región dispone de una conexión a Internet relativamente eficaz y es uno de los departamentos más conectados por fibra óptica en Francia.
La conexión a internet puede realizarse tanto por ADSL (ofrecida por cuatro operadores) como por fibra óptica (tres operadores), o por datos celulares en las redes 4G y 5G (actualmente en pruebas en Saint-Denis).
Los nombres de dominio de Reunión tienen el sufijo .re. La región de Reunión ha desplegado una red regional de fibra óptica para los operadores. Esta red se basa en parte en los cables de muy alta tensión de EDF - red G@zelle, en parte en la fibra propia de la región y en parte en enlaces hertzianos para las zonas más aisladas. Esta red está gestionada por una empresa de servicio público llamada La Réunion Numérique.

### Literatura
Se desarrolló primero a través de los cuentos y la poesía local, que florecieron a partir de mediados del siglo XVIII, antes de pasar a la novela a partir de mediados del siglo XIX y de la publicación en 1844 de Los Marrons de Louis Timagène Houat, obra mayor y primera en tratar del tema de los esclavos que huyeron en los montes durante el periodo de la esclavitud. Desde la departamentalización de la isla de La Reunión, está en pleno resurgimiento y se expresa tanto en francés como en criollo reunionés.

### Cine

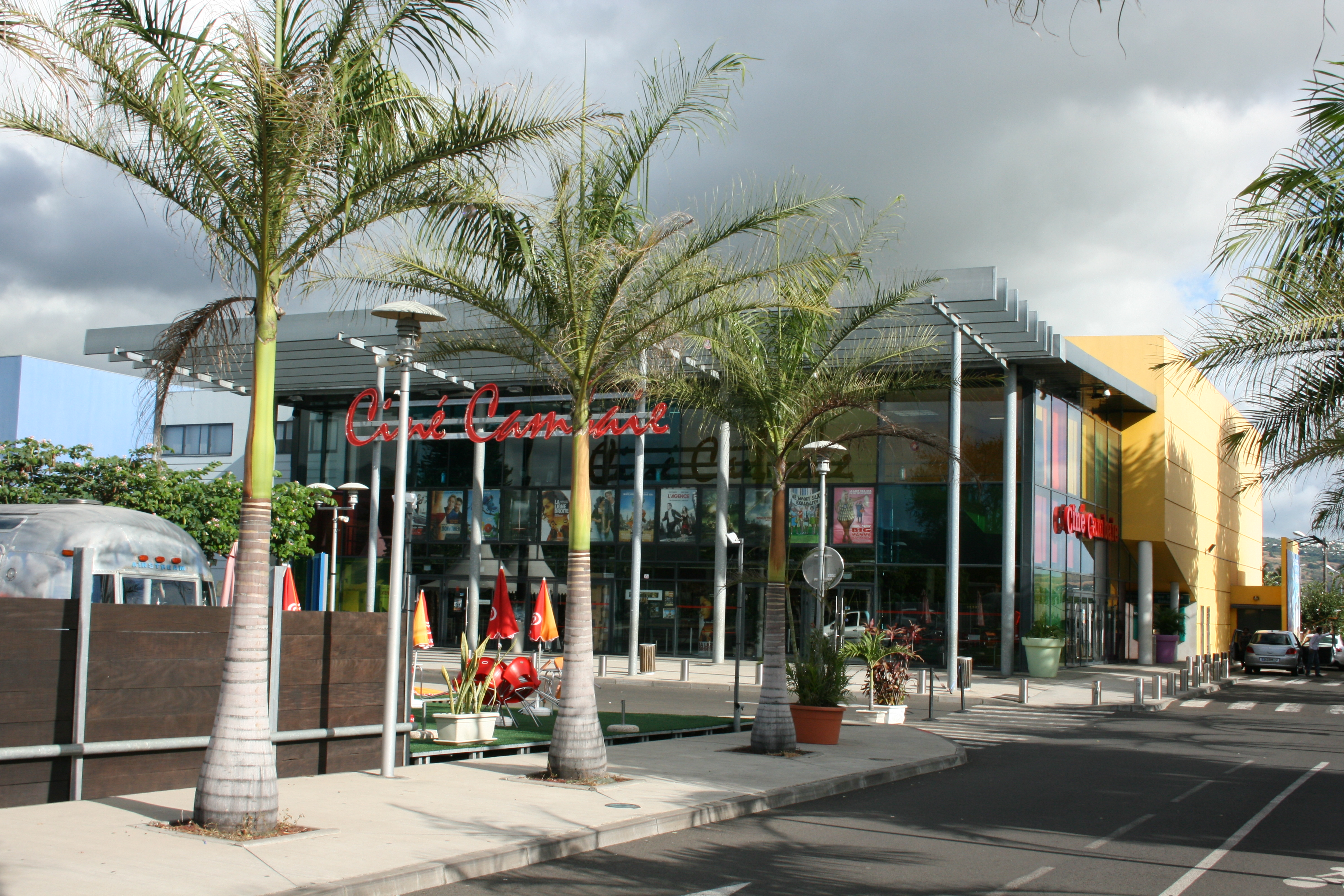
Vista del Cine Cambaie en Saint-Paul, Reunión

Presente en la isla desde 1896, está marcada por su insularidad y su alejamiento geográfico de la Francia metropolitana. En ausencia del Centre national de la cinématographie (CNC), ha desarrollado redes específicas de distribución y difusión. Sus paisajes sirvieron primero de escenario natural para muchas producciones cinematográficas y televisivas, y los eventos cinematográficos, como los festivales, se multiplicaron allí. La tecnología digital facilita ahora el desarrollo de producciones locales, que en su mayoría reflejan las particularidades de una sociedad multicultural y multilingüe.
El Festival de Cine de Reunión (estival du film de La Réunion,) fue creado en 2005 y es presidido por Fabienne Redt. El festival presentó primeros y segundos largometrajes de directores franceses. La 10.ª y última edición tuvo lugar en 2014 en colaboración principalmente con el TEAT Champ Fleuri (Saint-Denis) y la ciudad de Saint-Paul.
En el Puerto, también se celebró el Festival Internacional de Cine de África y las Islas de Reunión (Festival international du film d'Afrique et des îles de La Réunion).
Entre los festivales de cine existentes, se encuentra el Festival de Cine de Aventura de la Isla de la Reunión (13 ediciones), que consiste en premiar las películas de aventura.
En Saint-Philippe se celebra desde 2010 el Festival Même pas peur, el festival internacional de cine fantástico de la Reunión.
En Saint-Pierre existen dos festivales: Écran jeunes (25.ª edición en 2019) y el Festival du Film Court de Saint-Pierre, dirigido por Armand Dauphin (3.ª edición en 2019).El

### Personalidades
- Flora Pasquet: cantautor en Nuvoyá.
- François-Gédéon Bailly de Monthyon: general y jefe de la Grande Armée de Napoleón Bonaparte.
- Raymond Barre: profesor de economía política y primer ministro de Francia (1976-1981). También fue alcalde de Lyon (1995-2001).
- Joseph Bédier: medievalista, autor de la versión moderna y actualizada del "Romance de Tristán e Isolda".
- Valérie Bègue: Miss Francia 2008.
- Antoine Bertin: poeta.
- León Dierx: poeta.
- Juliette Dodu: heroína de guerra que recibió la Legión de Honor y la medalla militar por sus actos de valentía como ingeniera telegrafista en la guerra franco-prusiana de 1870.
- Camille Falte (1852-1923): media hermana de Juliette Dodu y esposa del pintor Odilon Redon.
- Jean d'Esme: periodista, novelista, y director de cine. Inició la ley francesa de propiedad intelectual y cobertura social para los escritores.
- Sébastien Folin, animador de televisión y radio.
- Évariste de Parny: poeta.
- Roland Garros: aviador.
- Mémona Hintermann: periodista y reportero del canal "France".
- Michel Houellebecq: novelista.Roland Garros en 1910.

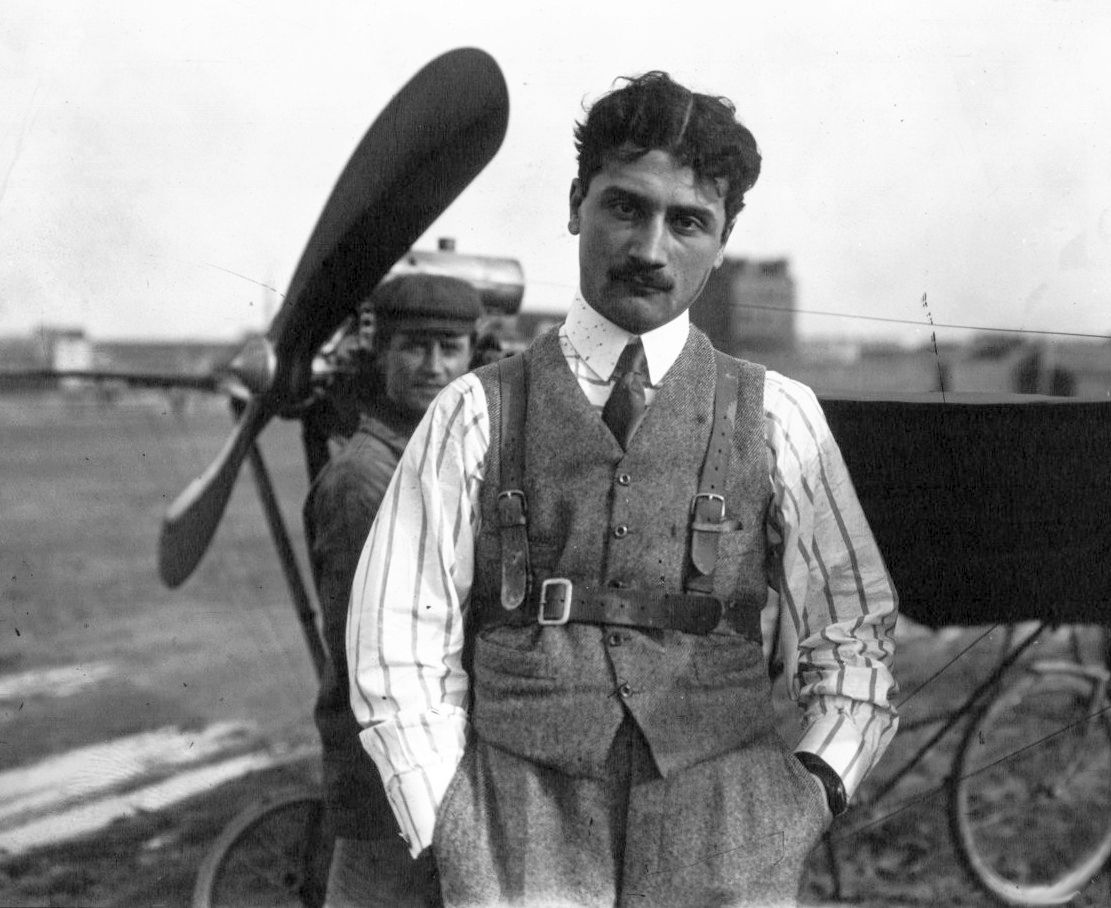
Roland Garros en 1910.

- Marius y Ary Leblond: seudónimos de George Athénas y d'Aimé Merlo, dos críticos de arte y diplomáticos de la Sorbona, que escribieron conjuntamente y ganaron en 1909 el premio Goncourt.
- Auguste Lacaussade: poeta.
- Faf Larage: cantante.
- Leconte de Lisle: poeta.
- Paul Véronge de la Nux: compositor de música clásica.
- Daniel Narcisse: jugador del THW Kiel y de la Selección de balonmano de Francia.
- Noémie Lenoir: modelo.
- Gérald De Palmas: cantante.
- Manu Payet: cómico y humorista.
- Marie Payet: Miss Francia Universo 2012
- Blance Pierson: cómica.
- Laurence Roustandjee: meteoróloga del canal M6.
- Ambroise Vollard: coleccionista y mecenas de pintores impresionistas y fauvistas.
- Jackson Richardson: antiguo jugador de la selección francesa de balonmano.
- Guillaume Hoarau: futbolista.
- Pauline Hoarau: modelo
- Elsa Manelphe: chef gurmé, cocinera radicada en Uruguay.
- Mathieu Cotte : poeta, humorista
- Dimitri Payet: futbolista
- Florent Sinama-Pongolle: futbolista
- Johanne Defay: Surfista

## Deportes
Gracias a sus favorables condiciones climáticas y a sus numerosas infraestructuras, la Isla de Reunión permite la práctica de diversos deportes. Las actividades acuáticas y de montaña están muy presentes en la isla. Hay unos 150.000 profesionales autorizados para más de sesenta disciplinas, sin contar los que no están autorizados.

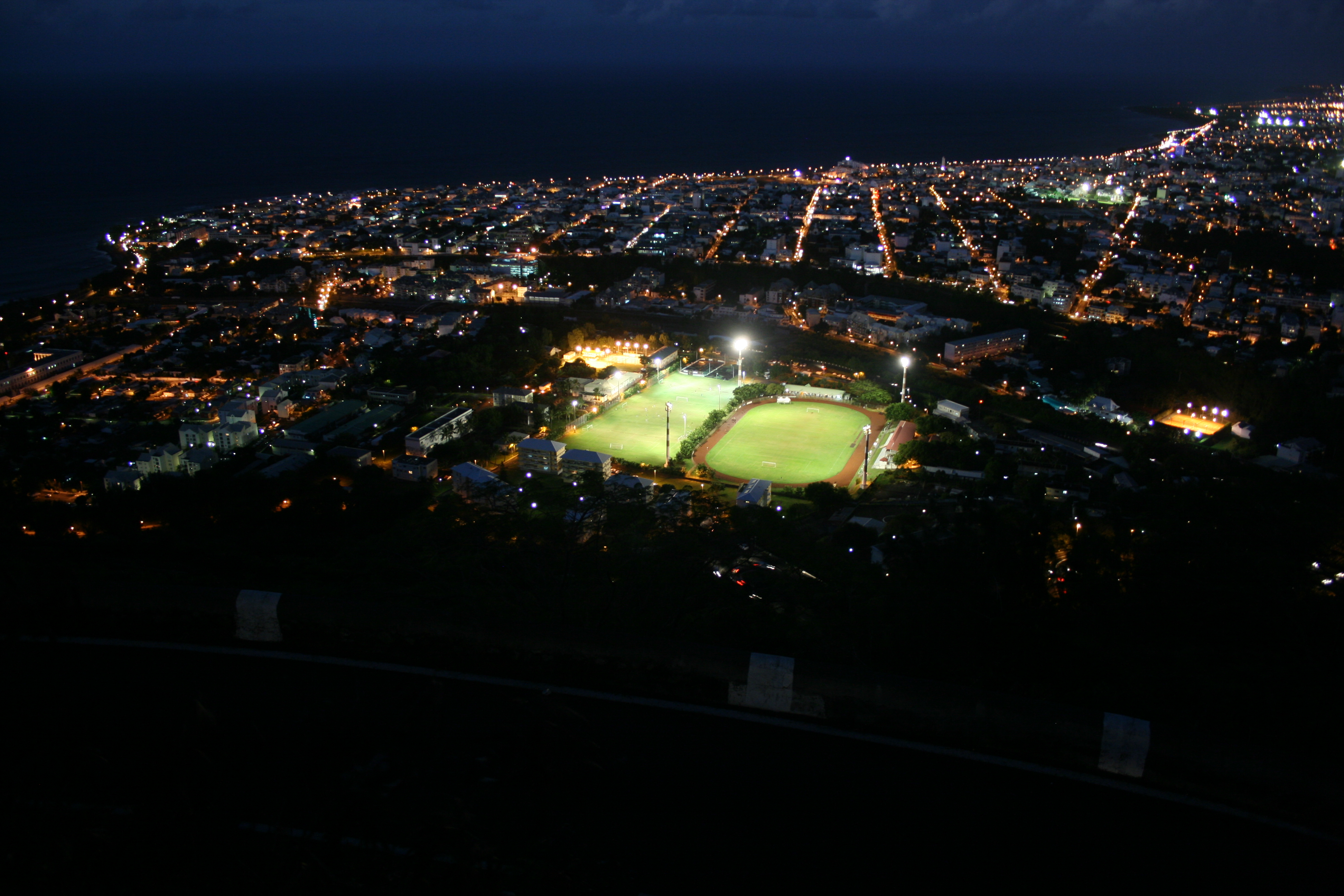
Estadio de La Redoute

Hay muchas actividades al aire libre en la isla que goza de un clima suave y de mar y montaña.

### Fútbol
Es el deporte más popular. Con más de 30.000 jugadores con licencia para una población de unos 800.000 habitantes, sigue siendo el deporte preferido por los jóvenes. A pesar de que el nivel más alto de la competición llamado Primera División de Reunión es equivalente a una división de honor en la Francia metropolitana (DH), todos los jóvenes tienen la esperanza de jugar algún día al más alto nivel. Este ha sido el caso de jugadores como Laurent Robert, Florent Sinama-Pongolle, Guillaume Hoarau, Dimitri Payet, Benoit Tremoulinas (los únicos cinco reunionenses que han jugado en la selección francesa), Bertrand Robert, Thomas Fontaine, Ludovic Ajorque, Fabrice Abriel (de ascendencia reunionense) y Wilfried Moimbe (de ascendencia reunionense), por citar sólo algunos. El territorio tiene su propio equipo la selección de fútbol de Reunión

### Tenis
El tenis es uno de los deportes más populares en la Isla de la Reunión Llegó al territorio a finales del siglo XIX (ya en 1892), pero durante mucho tiempo estuvo reservado a unos pocos privilegiados y sólo se desarrolló realmente a partir de los años 60, sobre todo cuando se creó una liga de tenis sobre hierba de Reunión (LRLT) en 1963. Desde entonces, se han sucedido nueve presidentes al frente de la LRLT, que se convirtió en la LRT (Ligue réunionnaise de tennis) en abril de 1984, y luego en la Ligue Réunion-Mayotte de tenis en 2020.

## Símbolos
La Isla de la Reunión no tiene escudo ni bandera oficiales.
El antiguo gobernador Merwart creó un escudo para la isla con motivo de la exposición colonial de 1925 organizada en Petite-Île. Merwart, miembro de la Sociedad de Ciencias y Artes de la Isla de la Reunión, quería incluir la historia de la isla:

Escudo de Reunión

- El número romano "MMM" evoca la altitud de los picos más altos;
- el barco Saint-Alexis es el que tomó posesión de la isla por primera vez;
- las flores de lis evocan la época real;
- las abejas evocan al Imperio;
- el escudo central evoca la bandera republicana francesa;
- El lema "Florebo quocumque ferar" es el de la Compañía Francesa de las Indias Orientales y significa "floreceré allí donde me lleven", mientras que las vides de vainilla honran una cosecha floreciente.

La bandera más utilizada en La Reunión es la del "volcán radiante", diseñada por Guy Pignolet en 1975, a veces llamada "Lo Mavéli ": representa el volcán del Pitón de la Fournaise en forma de triángulo rojo simplificado sobre fondo azul marino, mientras que cinco rayos de sol simbolizan la llegada de las poblaciones que han confluido en la isla a lo largo de los siglos.